# IV liga polska w piłce nożnej (2021/2022)
IV liga 2021/2022 – 14. edycja rozgrywek piątego poziomu ligowego piłki nożnej mężczyzn w Polsce po reorganizacji lig w 2008. Startowały w nich drużyny grające w 20 grupach systemem kołowym.

## Zasięg terytorialny grup
| grupa I           | grupa II            | grupa III                | grupa IV           | grupa V                 |
| ----------------- | ------------------- | ------------------------ | ------------------ | ----------------------- |
|                   |                     |                          |                    |                         |
| woj. dolnośląskie | woj. dolnośląskie   | woj. kujawsko-pomorskie  | woj. lubelskie     | woj. lubuskie           |
|                   |                     |                          |                    |                         |
| grupa VI          | grupa VII           | grupa VIII               | grupa IX           | grupa X                 |
|                   |                     |                          |                    |                         |
| woj. łódzkie      | woj. małopolskie    | woj. małopolskie         | woj. mazowieckie   | woj. mazowieckie        |
|                   |                     |                          |                    |                         |
| grupa XI          | grupa XII           | grupa XIII               | grupa XIV          | grupa XV                |
|                   |                     |                          |                    |                         |
| woj. opolskie     | woj. podkarpackie   | woj. podlaskie           | woj. pomorskie     | woj. śląskie            |
|                   |                     |                          |                    |                         |
| grupa XVI         | grupa XVII          | grupa XVIII              | grupa XIX          | grupa XX                |
|                   |                     |                          |                    |                         |
| woj. śląskie      | woj. świętokrzyskie | woj. warmińsko-mazurskie | woj. wielkopolskie | woj. zachodniopomorskie |

## Zasady spadków i awansów
IV liga jest szczeblem regionalnym, pośrednim między rozgrywkami grupowymi (III ligi) i okręgowymi (klasy okręgowej/V ligi).
Mistrzowie grup uzyskali awans do III ligi, natomiast od czterech do ośmiu ostatnich drużyn spadło do odpowiedniej grupy klasy okręgowej (w woj. małopolskim, mazowieckim i wielkopolskim do V ligi), przy czym liczba ta może zwiększyć się zależnie od liczby drużyn spadających z lig wyższych.

## Grupa I (dolnośląska wschód)

### Drużyny
| Uczestnicy poprzedniej edycji                                                                                 | Uczestnicy poprzedniej edycji | Uczestnicy poprzedniej edycji | Uczestnicy poprzedniej edycji |
| --- | ----------------------------- | ----------------------------- | ----------------------------- |
| LDZ | Lechia Dzierżoniów            | 1                             |                               |
| STR | AKS Strzegom                  | 2                             |                               |
| BIE | Bielawianka Bielawa           | 3                             |                               |
| WOŁ | MKP Wołów                     | 4                             |                               |
| PTR | Polonia Trzebnica             | 5                             |                               |
| PNR | Piast Nowa Ruda               | 6                             |                               |
| MJO | Moto Jelcz Oława              | 7                             |                               |
| MAR | Sokół Marcinkowice            | 8                             |                               |
| MDL | GKS Mirków/Długołęka          | 9                             |                               |
| WIE | Sokół Wielka Lipa             | 10                            |                               |
| OZŚ | Orzeł Ząbkowice Śląskie       | 11                            |                               |
| ŻER | Piast Żerniki                 | 12                            |                               |
| Spadek z III ligi 2020/2021                                                                                   |                               |                               |                               |
| grupa III |                               |                               |                               |
| PŚW | Polonia-Stal Świdnica         | 18                            |                               |
| Awans z klasy okręgowej 2020/2021                                                                             |                               |                               |                               |
| grupa Wrocław                                                                                                 |                               |                               |                               |
| BRS | Barycz Sułów                  | 1                             |                               |
| WWI | WKS Wierzbice                 | 2                             |                               |
| POŚ | Pogoń Oleśnica                | 3                             |                               |
| grupa Wałbrzych                                                                                               |                               |                               |                               |
| SŁW | Słowianin Wolibórz            | 1                             |                               |
| Oznaczenia: - kolumna pierwsza – skróty nazw drużyn, - kolumna trzecia – miejsce zajęte w poprzednim sezonie. |                               |                               |                               |

Objaśnienia:
1. Lechia Dzierżoniów przegrała baraże o awans z Karkonoszami Jelenia Góra.

### Tabela
| Lp. | Drużyna                    | M  | Z  | R | P  | Bramki | Bramki | Różn. | Pkt | Uwagi                       | Bezpośrednio                                  |
| --- | -------------------------- | -- | -- | - | -- | ------ | ------ | ----- | --- | --------------------------- | --------------------------------------------- |
| 1   | Lechia Dzierżoniów (M) (B) | 30 | 28 | 0 | 2  | 90     | 21     | +69   | 84  | Baraże o III ligę           |                                               |
| 2   | Słowianin Wolibórz         | 30 | 19 | 4 | 7  | 81     | 40     | +41   | 61  |                             |                                               |
| 3   | Polonia-Stal Świdnica      | 30 | 18 | 6 | 6  | 69     | 35     | +34   | 60  |                             |                                               |
| 4   | Polonia Trzebnica          | 30 | 16 | 6 | 8  | 53     | 46     | +7    | 54  |                             |                                               |
| 5   | Orzeł Ząbkowice Śląskie    | 30 | 13 | 6 | 11 | 50     | 36     | +14   | 45  |                             |                                               |
| 6   | Bielawianka Bielawa        | 30 | 12 | 4 | 14 | 56     | 61     | −5    | 40  |                             |                                               |
| 7   | Barycz Sułów               | 30 | 11 | 6 | 13 | 53     | 54     | −1    | 39  |                             |                                               |
| 8   | Sokół Marcinkowice         | 30 | 11 | 5 | 14 | 63     | 65     | −2    | 38  |                             |                                               |
| 9   | Moto Jelcz Oława           | 30 | 11 | 4 | 15 | 47     | 54     | −7    | 37  | MJO – STR 1:3 STR – MJO 0:4 |                                               |
| 10  | AKS Strzegom               | 30 | 10 | 7 | 13 | 49     | 54     | −5    | 37  | MJO – STR 1:3 STR – MJO 0:4 | przeniesienie do grupy dolnośląskiej (zachód) |
| 11  | Piast Nowa Ruda            | 30 | 9  | 8 | 13 | 47     | 60     | −13   | 35  |                             |                                               |
| 12  | MKP Wołów (S)              | 30 | 9  | 7 | 14 | 40     | 48     | −8    | 34  | Spadek do klasy okręgowej   |                                               |
| 13  | Pogoń Oleśnica (S)         | 30 | 9  | 5 | 16 | 52     | 92     | −40   | 32  | Spadek do klasy okręgowej   |                                               |
| 14  | GKS Mirków/Długołęka (S)   | 30 | 8  | 6 | 16 | 39     | 60     | −21   | 30  | Spadek do klasy okręgowej   |                                               |
| 15  | WKS Wierzbice (S)          | 30 | 7  | 6 | 17 | 35     | 65     | −30   | 27  | Spadek do klasy okręgowej   |                                               |
| 16  | Piast Żerniki (S)          | 30 | 6  | 6 | 18 | 33     | 66     | −33   | 24  | Spadek do klasy okręgowej   |                                               |

## Grupa II (dolnośląska zachód)

### Drużyny
| Uczestnicy poprzedniej edycji                                                                                 | Uczestnicy poprzedniej edycji | Uczestnicy poprzedniej edycji | Uczestnicy poprzedniej edycji |
| --- | ----------------------------- | ----------------------------- | ----------------------------- |
| CH2 | Chrobry II Głogów             | 2                             |                               |
| RUD | Sparta Rudna                  | 3                             |                               |
| JĘD | Apis Jędrzychowice            | 4                             |                               |
| MEW | Mewa Kunice                   | 5                             |                               |
| LEO | Leśnik Osiecznica             | 6                             |                               |
| PRO | Prochowiczanka Prochowice     | 7                             |                               |
| GRE | Sparta Grębocice              | 8                             |                               |
| CHO | Stal Chocianów                | 9                             |                               |
| JJA | Jaworzanka 1946 Jawor         | 10                            |                               |
| ŚCI | Odra Ścinawa                  | 11                            |                               |
| GZŁ | Górnik Złotoryja              | 12                            |                               |
| Awans z klasy okręgowej 2020/2021                                                                             |                               |                               |                               |
| grupa Jelenia Góra                                                                                            |                               |                               |                               |
| PGŚ | Pogoń Świerzawa               | 1                             |                               |
| LUB | Łużyce Lubań                  | 2                             |                               |
| grupa Legnica                                                                                                 |                               |                               |                               |
| ISK | Iskra Księginice              | 1                             |                               |
| KBI | Kaczawa Bieniowice            | 2                             |                               |
| grupa Wałbrzych                                                                                               |                               |                               |                               |
| GRR | Granit Roztoka                | 2                             |                               |
| Oznaczenia: - kolumna pierwsza – skróty nazw drużyn, - kolumna trzecia – miejsce zajęte w poprzednim sezonie. |                               |                               |                               |

### Tabela
| Lp. | Drużyna                   | M  | Z  | R | P  | Bramki | Bramki | Różn. | Pkt | Uwagi                       | Bezpośrednio                |
| --- | ------------------------- | -- | -- | - | -- | ------ | ------ | ----- | --- | --------------------------- | --------------------------- |
| 1   | Chrobry II Głogów (M) (B) | 30 | 22 | 3 | 5  | 99     | 25     | +74   | 69  | Baraże o III ligę           |                             |
| 2   | Apis Jędrzychowice        | 30 | 21 | 3 | 6  | 73     | 33     | +40   | 66  |                             |                             |
| 3   | Mewa Kunice               | 30 | 20 | 3 | 7  | 75     | 57     | +18   | 63  |                             |                             |
| 4   | Łużyce Lubań              | 30 | 19 | 4 | 7  | 78     | 51     | +27   | 61  |                             |                             |
| 5   | Granit Roztoka            | 30 | 16 | 7 | 7  | 63     | 42     | +21   | 55  |                             |                             |
| 6   | Górnik Złotoryja          | 30 | 13 | 7 | 10 | 56     | 46     | +10   | 46  |                             |                             |
| 7   | Jaworzanka 1946 Jawor     | 30 | 13 | 6 | 11 | 72     | 63     | +9    | 45  | KJA – PRO 5:1 PRO – KJA 1:1 |                             |
| 8   | Prochowiczanka Prochowice | 30 | 14 | 3 | 13 | 65     | 60     | +5    | 45  | KJA – PRO 5:1 PRO – KJA 1:1 |                             |
| 9   | Sparta Rudna1 (S)         | 30 | 12 | 5 | 13 | 92     | 77     | +15   | 41  | Spadek do klasy A           | RUD – GRE 1:1 GRE – RUD 4:4 |
| 10  | Sparta Grębocice          | 30 | 11 | 8 | 11 | 68     | 67     | +1    | 41  |                             | RUD – GRE 1:1 GRE – RUD 4:4 |
| 11  | Odra Ścinawa              | 30 | 11 | 7 | 12 | 66     | 71     | −5    | 40  |                             |                             |
| 12  | Leśnik Osiecznica1 (S)    | 30 | 8  | 6 | 16 | 50     | 84     | −34   | 30  | Spadek do klasy A           |                             |
| 13  | Stal Chocianów (S)        | 30 | 7  | 4 | 19 | 34     | 83     | −49   | 25  | Spadek do klasy okręgowej   |                             |
| 14  | Pogoń Świerzawa (S)       | 30 | 4  | 6 | 20 | 36     | 67     | −31   | 18  | Spadek do klasy okręgowej   | PGŚ – KBI 4:0 KBI – PGŚ 2:1 |
| 15  | Kaczawa Bieniowice (S)    | 30 | 5  | 3 | 22 | 45     | 104    | −59   | 18  | Spadek do klasy okręgowej   | PGŚ – KBI 4:0 KBI – PGŚ 2:1 |
| 16  | Iskra Księginice (S)      | 30 | 4  | 5 | 21 | 50     | 92     | −42   | 17  | Spadek do klasy okręgowej   |                             |

## Grupa III (kujawsko-pomorska)

### Drużyny
| Uczestnicy poprzedniej edycji                                                                                 | Uczestnicy poprzedniej edycji | Uczestnicy poprzedniej edycji | Uczestnicy poprzedniej edycji |
| --- | ----------------------------- | ----------------------------- | ----------------------------- |
| WŁK | Włocłavia Włocławek           | 2                             |                               |
| CHE | Chemik Bydgoszcz              | 3                             |                               |
| SLO | Sportis Łochowo               | 4                             |                               |
| IKU | Kujawianka Izbica Kujawska    | 5                             |                               |
| LID | Lider Włocławek               | 6                             |                               |
| PGM | Pogoń Mogilno                 | 7                             |                               |
| UGN | Unia Gniewkowo                | 8                             |                               |
| WDA | Wda Świecie                   | 9                             |                               |
| RYP | Lech Rypin                    | 10                            |                               |
| BKS | BKS Bydgoszcz                 | 11                            |                               |
| SPB | Sparta Brodnica               | 12                            |                               |
| CHC | Chełminianka Chełmno          | 13                            |                               |
| OAK | Orlęta Aleksandrów Kujawski   | 151                           |                               |
| STP | Start Pruszcz                 | 161                           |                               |
| CUI | Cuiavia Inowrocław            | 172                           |                               |
| Spadek z III ligi 2020/2021                                                                                   |                               |                               |                               |
| grupa II |                               |                               |                               |
| PTO | Pomorzanin Toruń              | 16                            |                               |
| Awans z klasy okręgowej 2020/2021                                                                             |                               |                               |                               |
| grupa kujawsko-pomorska I                                                                                     |                               |                               |                               |
| USK | Unia Solec Kujawski           | 1                             |                               |
| grupa kujawsko-pomorska II                                                                                    |                               |                               |                               |
| NPA | Notecianka Pakość             | 1                             |                               |
| Oznaczenia: - kolumna pierwsza – skróty nazw drużyn, - kolumna trzecia – miejsce zajęte w poprzednim sezonie. |                               |                               |                               |

Objaśnienia:
1. Orlęta Aleksandrów Kujawski i Start Pruszcz wygrały baraże o utrzymanie.
2. Cuiavia Inowrocław utrzymała się w IV lidze w związku z wycofaniem się i przystąpieniem do Klasy A Legii Chełmży.

### Tabela
| Lp. | Drużyna                         | M  | Z  | R  | P  | Bramki | Bramki | Różn. | Pkt | Uwagi                       | Bezpośrednio                |
| --- | ------------------------------- | -- | -- | -- | -- | ------ | ------ | ----- | --- | --------------------------- | --------------------------- |
| 1   | Unia Solec Kujawski (M) (B)     | 34 | 26 | 3  | 5  | 125    | 32     | +93   | 81  | Baraże o III ligę1          | USK – WŁK 0:0 WŁK – USK 0:0 |
| 2   | Włocłavia Włocławek (B)         | 34 | 25 | 6  | 3  | 82     | 19     | +63   | 81  | Baraże o III ligę1          | USK – WŁK 0:0 WŁK – USK 0:0 |
| 3   | Chemik Bydgoszcz                | 34 | 21 | 6  | 7  | 77     | 33     | +44   | 69  |                             |                             |
| 4   | Wda Świecie                     | 34 | 20 | 5  | 9  | 85     | 60     | +25   | 65  |                             |                             |
| 5   | Pogoń Mogilno                   | 34 | 16 | 7  | 11 | 75     | 53     | +22   | 55  |                             |                             |
| 6   | Sportis Łochowo                 | 34 | 17 | 3  | 14 | 74     | 50     | +24   | 54  |                             |                             |
| 7   | Sparta Brodnica                 | 34 | 16 | 5  | 13 | 55     | 52     | +3    | 53  |                             |                             |
| 8   | Notecianka Pakość               | 34 | 14 | 6  | 14 | 56     | 73     | −17   | 48  |                             |                             |
| 9   | Start Pruszcz                   | 34 | 14 | 5  | 15 | 67     | 68     | −1    | 47  |                             |                             |
| 10  | Lech Rypin                      | 34 | 12 | 5  | 17 | 71     | 68     | +3    | 41  |                             |                             |
| 11  | Pomorzanin Toruń                | 34 | 11 | 7  | 16 | 45     | 64     | −19   | 40  |                             |                             |
| 12  | Kujawianka Izbica Kujawska      | 34 | 10 | 9  | 15 | 60     | 73     | −13   | 39  |                             |                             |
| 13  | Cuiavia Inowrocław              | 34 | 8  | 10 | 16 | 44     | 64     | −20   | 34  | CUI – CHC 4:1 CHC – CUI 4:4 |                             |
| 14  | Chełminianka Chełmno            | 34 | 9  | 7  | 18 | 50     | 82     | −32   | 34  | CUI – CHC 4:1 CHC – CUI 4:4 |                             |
| 15  | Lider Włocławek                 | 34 | 8  | 8  | 18 | 48     | 105    | −57   | 32  |                             |                             |
| 16  | BKS Bydgoszcz (S)               | 34 | 7  | 10 | 17 | 34     | 73     | −39   | 31  | Spadek do klasy okręgowej   |                             |
| 17  | Unia Gniewkowo (S)              | 34 | 9  | 3  | 22 | 41     | 85     | −44   | 30  | Spadek do klasy okręgowej   |                             |
| 18  | Orlęta Aleksandrów Kujawski (S) | 34 | 5  | 11 | 18 | 37     | 72     | −35   | 26  | Spadek do klasy okręgowej   |                             |

## Grupa IV (lubelska)

### Runda I (kwalifikacyjna)

#### Grupa I
| Uczestnicy poprzedniej edycji                                                                                 | Uczestnicy poprzedniej edycji | Uczestnicy poprzedniej edycji | Uczestnicy poprzedniej edycji |
| --- | ----------------------------- | ----------------------------- | ----------------------------- |
| HMI | Huragan Międzyrzec Podlaski   | 4                             |                               |
| KOŃ | Powiślak Końskowola           | 7                             |                               |
| PIO | POM Iskra Piotrowice          | 9                             |                               |
| WŁO | Włodawianka Włodawa           | 10                            |                               |
| LUB | Lublinianka Lublin            | 11                            |                               |
| LPI | Lutnia Piszczac               | 12                            |                               |
| ŁĘ2 | Górnik II Łęczna              | 13                            |                               |
| REF | Sparta Rejowiec Fabryczny     | 14                            |                               |
| OLU | Opolanin Opole Lubelskie      | 15                            |                               |
| ORŁ | Orlęta Łuków                  | 17                            |                               |
| Spadek z III ligi 2020/2021                                                                                   |                               |                               |                               |
| grupa IV |                               |                               |                               |
| LLU | Lewart Lubartów               | 16                            |                               |
| Awans z klasy okręgowej 2020/2021                                                                             |                               |                               |                               |
| grupa Lublin                                                                                                  |                               |                               |                               |
| MO2 | Motor II Lublin               | 1                             |                               |
| Oznaczenia: - kolumna pierwsza – skróty nazw drużyn, - kolumna trzecia – miejsce zajęte w poprzednim sezonie. |                               |                               |                               |

| Lp. | Drużyna                     | M  | Z  | R | P  | Bramki | Bramki | Różn. | Pkt | Uwagi                               |
| --- | --------------------------- | -- | -- | - | -- | ------ | ------ | ----- | --- | ----------------------------------- |
| 1   | Huragan Międzyrzec Podlaski | 22 | 16 | 4 | 2  | 49     | 22     | +27   | 52  | Kwalifikacja do grupy mistrzowskiej |
| 2   | Lublinianka Lublin          | 22 | 16 | 3 | 3  | 55     | 17     | +38   | 51  | Kwalifikacja do grupy mistrzowskiej |
| 3   | Motor II Lublin             | 22 | 14 | 4 | 4  | 56     | 27     | +29   | 46  | Kwalifikacja do grupy mistrzowskiej |
| 4   | Górnik II Łęczna            | 22 | 13 | 2 | 7  | 42     | 22     | +20   | 41  | Kwalifikacja do grupy mistrzowskiej |
| 5   | Opolanin Opole Lubelskie    | 22 | 9  | 5 | 8  | 25     | 26     | −1    | 32  | Kwalifikacja do grupy mistrzowskiej |
| 6   | Powiślak Końskowola         | 22 | 8  | 4 | 10 | 45     | 40     | +5    | 28  | Kwalifikacja do grupy mistrzowskiej |
| 7   | POM Iskra Piotrowice        | 22 | 7  | 4 | 11 | 20     | 34     | −14   | 25  | Kwalifikacja do grupy spadkowej     |
| 8   | Lewart Lubartów             | 22 | 7  | 4 | 11 | 22     | 38     | −16   | 25  | Kwalifikacja do grupy spadkowej     |
| 9   | Orlęta Łuków                | 22 | 7  | 2 | 13 | 30     | 44     | −14   | 23  | Kwalifikacja do grupy spadkowej     |
| 10  | Sparta Rejowiec Fabryczny   | 22 | 5  | 5 | 12 | 17     | 36     | −19   | 20  | Kwalifikacja do grupy spadkowej     |
| 11  | Lutnia Piszczac             | 22 | 4  | 4 | 14 | 19     | 49     | −30   | 16  | Kwalifikacja do grupy spadkowej     |
| 12  | Włodawianka Włodawa         | 22 | 5  | 1 | 16 | 17     | 55     | −38   | 16  | Kwalifikacja do grupy spadkowej     |

#### Grupa II
| Uczestnicy poprzedniej edycji                                                                                 | Uczestnicy poprzedniej edycji | Uczestnicy poprzedniej edycji | Uczestnicy poprzedniej edycji |
| --- | ----------------------------- | ----------------------------- | ----------------------------- |
| ŚWI | Świdniczanka Świdnik          | 2                             |                               |
| GBY | Granit Bychawa                | 5                             |                               |
| WER | Kryształ Werbkowice           | 6                             |                               |
| HTY | Huczwa Tyszowce               | 8                             |                               |
| GRY | Gryf Gmina Zamość             | 16                            |                               |
| KŁO | Kłos Gmina Chełm              | 18                            |                               |
| SKR | Start Krasnystaw              | 191                           |                               |
| GRO | Grom Różaniec                 | 202                           |                               |
| Spadek z III ligi 2020/2021                                                                                   |                               |                               |                               |
| grupa IV |                               |                               |                               |
| KRA | Stal Kraśnik                  | 19                            |                               |
| HET | Hetman Zamość                 | 21                            |                               |
| Awans z klasy okręgowej 2020/2021                                                                             |                               |                               |                               |
| grupa Chełm                                                                                                   |                               |                               |                               |
| BSN | Brat Siennica Nadolna         | 1                             |                               |
| grupa Zamość                                                                                                  |                               |                               |                               |
| IGK | Igros Krasnobród              | 23                            |                               |
| Oznaczenia: - kolumna pierwsza – skróty nazw drużyn, - kolumna trzecia – miejsce zajęte w poprzednim sezonie. |                               |                               |                               |

Objaśnienia:
1. Ze względu na rezygnację Unii Żabików (mistrza bialskiej Klasy okręgowej) oraz Gromu Kąkolewnica i Bad Boys Zastawia (pozostałych drużyn tej grupy uprawnionych do awansu, w przypadku rezygnacji mistrza grupy), w IV lidze utrzymał się Start Krasnystaw[4].
2. Victoria Żmudź wycofała się z rozgrywek IV ligi sezonu 2021/2022, w związku z czym utrzymał się Grom Różaniec[5].
3. Tanew Majdan Stary zrezygnował z awansu do IV ligi, w związku z czym awansowała drużyna Igrosu Krasnobród[6].

| Lp. | Drużyna               | M  | Z  | R | P  | Bramki | Bramki | Różn. | Pkt | Uwagi                               |
| --- | --------------------- | -- | -- | - | -- | ------ | ------ | ----- | --- | ----------------------------------- |
| 1   | Świdniczanka Świdnik  | 22 | 15 | 3 | 4  | 51     | 24     | +27   | 48  | Kwalifikacja do grupy mistrzowskiej |
| 2   | Stal Kraśnik          | 22 | 14 | 5 | 3  | 57     | 23     | +34   | 47  | Kwalifikacja do grupy mistrzowskiej |
| 3   | Kryształ Werbkowice   | 22 | 13 | 4 | 5  | 45     | 30     | +15   | 43  | Kwalifikacja do grupy mistrzowskiej |
| 4   | Start Krasnystaw      | 22 | 12 | 6 | 4  | 54     | 19     | +35   | 42  | Kwalifikacja do grupy mistrzowskiej |
| 5   | Granit Bychawa        | 22 | 11 | 6 | 5  | 49     | 27     | +22   | 39  | Kwalifikacja do grupy mistrzowskiej |
| 6   | Grom Różaniec         | 22 | 10 | 4 | 8  | 49     | 40     | +9    | 34  | Kwalifikacja do grupy mistrzowskiej |
| 7   | Gryf Gmina Zamość     | 22 | 9  | 5 | 8  | 31     | 26     | +5    | 32  | Kwalifikacja do grupy spadkowej     |
| 8   | Kłos Gmina Chełm      | 22 | 7  | 5 | 10 | 33     | 45     | −12   | 26  | Kwalifikacja do grupy spadkowej     |
| 9   | Huczwa Tyszowce       | 22 | 6  | 6 | 10 | 32     | 44     | −12   | 24  | Kwalifikacja do grupy spadkowej     |
| 10  | Hetman Zamość         | 22 | 5  | 3 | 14 | 31     | 53     | −22   | 18  | Kwalifikacja do grupy spadkowej     |
| 11  | Igros Krasnobród      | 22 | 4  | 3 | 15 | 32     | 61     | −29   | 15  | Kwalifikacja do grupy spadkowej     |
| 12  | Brat Siennica Nadolna | 22 | 1  | 0 | 21 | 18     | 90     | −72   | 3   | Kwalifikacja do grupy spadkowej     |

### Runda II (finałowa)
| Lp.               | Drużyna                     | M  | Z  | R  | P  | Bramki | Bramki | Różn. | Pkt | Uwagi                       | Bezpośrednio |
| ----------------- | --------------------------- | -- | -- | -- | -- | ------ | ------ | ----- | --- | --------------------------- | ------------ |
| Grupa mistrzowska |                             |    |    |    |    |        |        |       |     |                             |              |
| 1                 | Lublinianka Lublin (M) (A)  | 34 | 24 | 6  | 4  | 79     | 26     | +53   | 78  | Awans do III ligi           |              |
| 2                 | Stal Kraśnik                | 34 | 22 | 8  | 4  | 88     | 32     | +56   | 74  |                             |              |
| 3                 | Świdniczanka Świdnik        | 34 | 22 | 6  | 6  | 90     | 41     | +49   | 72  |                             |              |
| 4                 | Start Krasnystaw            | 34 | 20 | 7  | 7  | 79     | 29     | +50   | 67  |                             |              |
| 5                 | Motor II Lublin             | 34 | 20 | 6  | 8  | 85     | 47     | +38   | 66  |                             |              |
| 6                 | Huragan Międzyrzec Podlaski | 34 | 18 | 10 | 6  | 65     | 49     | +16   | 64  |                             |              |
| 7                 | Kryształ Werbkowice         | 34 | 18 | 7  | 9  | 65     | 49     | +16   | 61  |                             |              |
| 8                 | Górnik II Łęczna            | 34 | 17 | 2  | 15 | 57     | 51     | +6    | 53  |                             |              |
| 9                 | Granit Bychawa              | 34 | 14 | 8  | 12 | 66     | 55     | +11   | 50  |                             |              |
| 10                | Grom Różaniec               | 34 | 14 | 6  | 14 | 67     | 73     | −6    | 48  |                             |              |
| 11                | Opolanin Opole Lubelskie    | 34 | 10 | 6  | 18 | 34     | 60     | −26   | 36  | OLU – KOŃ 1:1 KOŃ – OLU 0:1 |              |
| 12                | Powiślak Końskowola         | 34 | 10 | 6  | 18 | 68     | 71     | −3    | 36  | OLU – KOŃ 1:1 KOŃ – OLU 0:1 |              |
| Grupa spadkowa    |                             |    |    |    |    |        |        |       |     |                             |              |
| 1                 | Orlęta Łuków                | 34 | 15 | 5  | 14 | 59     | 55     | +4    | 50  |                             |              |
| 2                 | POM Iskra Piotrowice        | 34 | 14 | 7  | 13 | 52     | 53     | −1    | 49  | PIO – LLU 2:2 LLU – PIO 1:2 |              |
| 3                 | Lewart Lubartów             | 34 | 15 | 5  | 14 | 59     | 53     | +6    | 50  | PIO – LLU 2:2 LLU – PIO 1:2 |              |
| 4                 | Gryf Gmina Zamość           | 34 | 13 | 8  | 13 | 48     | 44     | +4    | 47  |                             |              |
| 5                 | Sparta Rejowiec Fabryczny1  | 34 | 12 | 8  | 14 | 48     | 52     | −4    | 44  |                             |              |
| 6                 | Lutnia Piszczac (S)         | 34 | 12 | 7  | 15 | 42     | 58     | −16   | 43  | Spadek do klasy okręgowej   |              |
| 7                 | Włodawianka Włodawa (S)     | 34 | 12 | 5  | 17 | 61     | 72     | −11   | 41  | Spadek do klasy okręgowej   |              |
| 8                 | Huczwa Tyszowce (S)         | 34 | 9  | 10 | 15 | 49     | 66     | −17   | 37  | Spadek do klasy okręgowej   |              |
| 9                 | Kłos Gmina Chełm (S)        | 34 | 8  | 7  | 19 | 52     | 81     | −29   | 31  | Spadek do klasy okręgowej   |              |
| 10                | Hetman Zamość (S)           | 34 | 6  | 6  | 22 | 43     | 85     | −42   | 24  | Spadek do klasy okręgowej   |              |
| 11                | Igros Krasnobród (S)        | 34 | 5  | 6  | 23 | 46     | 80     | −34   | 21  | Spadek do klasy okręgowej   |              |
| 12                | Brat Siennica Nadolna (S)   | 34 | 1  | 2  | 31 | 26     | 149    | −123  | 5   | Spadek do klasy okręgowej   |              |

## Grupa V (lubuska)

### Drużyny
| Uczestnicy poprzedniej edycji                                                                                 | Uczestnicy poprzedniej edycji | Uczestnicy poprzedniej edycji | Uczestnicy poprzedniej edycji |
| --- | ----------------------------- | ----------------------------- | ----------------------------- |
| ILR | Ilanka Rzepin                 | 2                             |                               |
| DPR | Dąb Przybyszów                | 3                             |                               |
| STI | Stilon Gorzów Wielkopolski    | 4                             |                               |
| PSŁ | Polonia Słubice               | 5                             |                               |
| OŚN | Spójnia Ośno Lubuskie         | 6                             |                               |
| KKO | Korona Kożuchów               | 7                             |                               |
| CWI | Czarni Witnica                | 8                             |                               |
| ONI | Odra Nietków                  | 9                             |                               |
| ZBĄ | Syrena Zbąszynek              | 10                            |                               |
| LZ2 | Lechia II Zielona Góra        | 11                            |                               |
| KUR | Meprozet Stare Kurowo         | 12                            |                               |
| POG | Pogoń Świebodzin              | 13                            |                               |
| PIŁ | KP Piast Iłowa                | 14                            |                               |
| CŻA | Czarni Żagań                  | 15                            |                               |
| Awans z klasy okręgowej 2020/2021                                                                             |                               |                               |                               |
| grupa Gorzów Wielkopolski                                                                                     |                               |                               |                               |
| BMU | Budowlani Murzynowo           | 1                             |                               |
| CKO | Celuloza Kostrzyn nad Odrą    | 2                             |                               |
| grupa Zielona Góra                                                                                            |                               |                               |                               |
| PRŻ | Promień Żary                  | 1                             |                               |
| CZE | Piast Czerwieńsk              | 2                             |                               |
| Oznaczenia: - kolumna pierwsza – skróty nazw drużyn, - kolumna trzecia – miejsce zajęte w poprzednim sezonie. |                               |                               |                               |

### Tabela
| Lp. | Drużyna                               | M  | Z  | R  | P  | Bramki | Bramki | Różn. | Pkt | Uwagi                                                         | Bezpośrednio |
| --- | ------------------------------------- | -- | -- | -- | -- | ------ | ------ | ----- | --- | ------------------------------------------------------------- | ------------ |
| 1   | KS Stilon Gorzów Wielkopolski (M) (A) | 34 | 28 | 3  | 3  | 93     | 26     | +67   | 87  | Awans do III ligi                                             |              |
| 2   | Odra Nietków                          | 34 | 18 | 9  | 7  | 70     | 48     | +22   | 63  |                                                               |              |
| 3   | Spójnia Ośno Lubuskie                 | 34 | 17 | 8  | 9  | 62     | 48     | +14   | 59  | OŚN: 9 pkt, różn. 0 PSŁ: 7 pkt, różn. +3 PRŻ: 1 pkt, różn. -3 |              |
| 4   | Polonia Słubice                       | 34 | 16 | 11 | 7  | 69     | 36     | +33   | 59  | OŚN: 9 pkt, różn. 0 PSŁ: 7 pkt, różn. +3 PRŻ: 1 pkt, różn. -3 |              |
| 5   | Promień Żary                          | 34 | 18 | 5  | 11 | 65     | 50     | +15   | 59  | OŚN: 9 pkt, różn. 0 PSŁ: 7 pkt, różn. +3 PRŻ: 1 pkt, różn. -3 |              |
| 6   | Dąb Przybyszów                        | 34 | 16 | 6  | 12 | 77     | 69     | +8    | 54  |                                                               |              |
| 7   | Meprozet Stare Kurowo                 | 34 | 14 | 9  | 11 | 59     | 54     | +5    | 51  |                                                               |              |
| 8   | Czarni Żagań                          | 34 | 14 | 5  | 15 | 56     | 51     | +5    | 47  |                                                               |              |
| 9   | Pogoń Świebodzin                      | 34 | 13 | 7  | 14 | 56     | 47     | +9    | 46  |                                                               |              |
| 10  | Syrena Zbąszynek                      | 34 | 12 | 8  | 14 | 67     | 62     | +5    | 44  | ZBĄ – LZ2 0:2 LZ2 – ZBĄ 0:3                                   |              |
| 11  | Lechia II Zielona Góra                | 34 | 12 | 8  | 14 | 60     | 57     | +3    | 44  | ZBĄ – LZ2 0:2 LZ2 – ZBĄ 0:3                                   |              |
| 12  | KP Piast Iłowa                        | 34 | 11 | 10 | 13 | 49     | 55     | −6    | 43  |                                                               |              |
| 13  | Ilanka Rzepin                         | 34 | 11 | 9  | 14 | 61     | 71     | −10   | 42  |                                                               |              |
| 14  | Korona Kożuchów                       | 34 | 11 | 6  | 17 | 55     | 72     | −17   | 39  |                                                               |              |
| 15  | Celuloza Kostrzyn nad Odrą            | 34 | 10 | 7  | 17 | 36     | 60     | −24   | 37  |                                                               |              |
| 16  | Budowlani Murzynowo (S)               | 34 | 10 | 4  | 20 | 41     | 89     | −48   | 34  | Spadek do klasy okręgowej                                     |              |
| 17  | Piast Czerwieńsk (S)                  | 34 | 7  | 7  | 20 | 32     | 68     | −36   | 28  | Spadek do klasy okręgowej                                     |              |
| 18  | Czarni Witnica (S)                    | 34 | 3  | 8  | 23 | 32     | 77     | −45   | 17  | Spadek do klasy okręgowej                                     |              |

## Grupa VI (łódzka)

### Drużyny
| Uczestnicy poprzedniej edycji                                                                                 | Uczestnicy poprzedniej edycji | Uczestnicy poprzedniej edycji | Uczestnicy poprzedniej edycji |
| --- | ----------------------------- | ----------------------------- | ----------------------------- |
| SDZ | Warta Sieradz                 | 2                             |                               |
| ORB | Orkan Buczek                  | 3                             |                               |
| BZG | Boruta Zgierz                 | 4                             |                               |
| OMG | Omega Kleszczów               | 5                             |                               |
| STR | Zjednoczeni Stryków           | 6                             |                               |
| ONI | Orzeł Nieborów                | 7                             |                               |
| KWI | LKS Kwiatkowice               | 8                             |                               |
| PPT | Polonia Piotrków Trybunalski  | 9                             |                               |
| WZE | Włókniarz Zelów               | 10                            |                               |
| SSU | Skalnik Sulejów               | 11                            |                               |
| ZWO | Pogoń Zduńska Wola            | 12                            |                               |
| STA | Stal Głowno                   | 13                            |                               |
| AWG | Andrespolia Wiśniowa Góra     | 14                            |                               |
| Spadek z III ligi 2020/2021                                                                                   |                               |                               |                               |
| grupa I |                               |                               |                               |
| RKS | RKS Radomsko                  | 18                            |                               |
| Awans z klasy okręgowej 2020/2021                                                                             |                               |                               |                               |
| grupa Łódź |                               |                               |                               |
| WI2 | Widzew II Łódź                | 1                             |                               |
| grupa Piotrków Trybunalski                                                                                    |                               |                               |                               |
| PAR | KS Paradyż                    | 1                             |                               |
| grupa Sieradz                                                                                                 |                               |                               |                               |
| PRW | Prosna Wieruszów              | 1                             |                               |
| grupa Skierniewice                                                                                            |                               |                               |                               |
| ZWY | Zryw Wygoda                   | 1                             |                               |
| Oznaczenia: - kolumna pierwsza – skróty nazw drużyn, - kolumna trzecia – miejsce zajęte w poprzednim sezonie. |                               |                               |                               |

### Tabela
| Lp. | Drużyna                       | M  | Z  | R  | P  | Bramki | Bramki | Różn. | Pkt | Uwagi                       | Bezpośrednio     |
| --- | ----------------------------- | -- | -- | -- | -- | ------ | ------ | ----- | --- | --------------------------- | ---------------- |
| 1   | Warta Sieradz (M) (A)         | 34 | 28 | 4  | 2  | 107    | 26     | +81   | 88  | Awans do III ligi           |                  |
| 2   | RKS Radomsko                  | 34 | 24 | 7  | 3  | 99     | 20     | +79   | 79  |                             |                  |
| 3   | Omega Kleszczów               | 34 | 24 | 1  | 9  | 80     | 35     | +45   | 73  |                             |                  |
| 4   | Widzew II Łódź                | 34 | 22 | 5  | 7  | 102    | 38     | +64   | 71  |                             |                  |
| 5   | Polonia Piotrków Trybunalski  | 34 | 20 | 4  | 10 | 64     | 50     | +14   | 64  |                             |                  |
| 6   | Orkan Buczek                  | 34 | 19 | 5  | 10 | 91     | 59     | +32   | 62  |                             |                  |
| 7   | Boruta Zgierz                 | 34 | 15 | 10 | 9  | 60     | 42     | +18   | 55  |                             |                  |
| 8   | Skalnik Sulejów               | 34 | 14 | 4  | 16 | 60     | 68     | −8    | 46  | SSU – STR 2:1 STR – SSU 0:3 |                  |
| 9   | Zjednoczeni Stryków           | 34 | 14 | 4  | 16 | 61     | 72     | −11   | 46  | SSU – STR 2:1 STR – SSU 0:3 |                  |
| 10  | Zryw Wygoda                   | 34 | 11 | 8  | 15 | 46     | 78     | −32   | 41  |                             |                  |
| 11  | Pogoń Zduńska Wola            | 34 | 10 | 9  | 15 | 66     | 77     | −11   | 39  |                             |                  |
| 12  | LKS Kwiatkowice               | 34 | 9  | 8  | 17 | 51     | 68     | −17   | 35  |                             |                  |
| 13  | Włókniarz Zelów               | 34 | 9  | 7  | 18 | 32     | 59     | −27   | 34  | WZE – PAR 0:2 PAR – WZE 1:3 |                  |
| 14  | KS Paradyż1 (S)               | 34 | 10 | 4  | 20 | 41     | 74     | −33   | 34  | WZE – PAR 0:2 PAR – WZE 1:3 | Drużyna wycofana |
| 15  | Andrespolia Wiśniowa Góra (S) | 34 | 9  | 4  | 21 | 45     | 95     | −50   | 31  | Spadek do klasy okręgowej   |                  |
| 16  | Stal Głowno (S)               | 34 | 7  | 9  | 18 | 34     | 62     | −28   | 30  | Spadek do klasy okręgowej   |                  |
| 17  | Orzeł Nieborów (S)            | 34 | 5  | 9  | 20 | 42     | 82     | −40   | 24  | Spadek do klasy okręgowej   |                  |
| 18  | Prosna Wieruszów (S)          | 34 | 4  | 2  | 28 | 26     | 102    | −76   | 14  | Spadek do klasy okręgowej   |                  |

## Grupa VII (małopolska wschód)

### Drużyny
| Uczestnicy poprzedniej edycji                                                                                 | Uczestnicy poprzedniej edycji   | Uczestnicy poprzedniej edycji | Uczestnicy poprzedniej edycji |
| --- | ------------------------------- | ----------------------------- | ----------------------------- |
| PMU | Poprad Muszyna                  | 2                             |                               |
| MAN | Lubań Maniowy                   | 3                             |                               |
| RAZ | Wierchy Rabka Zdrój             | 4                             |                               |
| BB2 | Bruk-Bet Termalica II Nieciecza | 5                             |                               |
| WWR | Wolania Wola Rzędzińska         | 6                             |                               |
| LIM | Limanovia Limanowa              | 7                             |                               |
| GOR | Glinik Gorlice                  | 8                             |                               |
| SSŁ | Sokół Słopnice                  | 9                             |                               |
| MTA | Metal Tarnów                    | 10                            |                               |
| BTA | Watra Białka Tatrzańska         | 11                            |                               |
| BOC | Bocheński KS                    | 12                            |                               |
| SKW | Skalnik Kamionka Wielka         | 13                            |                               |
| TAR | Tarnovia Tarnów                 | 14                            |                               |
| OKO | Okocimski KS Brzesko            | 15                            |                               |
| Awans z klasy okręgowej 2020/2021                                                                             |                                 |                               |                               |
| grupa Nowy Sącz I                                                                                             |                                 |                               |                               |
| KOL | Kolejarz Stróże                 | 1                             |                               |
| grupa Nowy Sącz II                                                                                            |                                 |                               |                               |
| JAS | Jarmuta Szczawnica              | 1                             |                               |
| grupa Tarnów I                                                                                                |                                 |                               |                               |
| RRA | Radłovia Radłów                 | 1                             |                               |
| grupa Tarnów II                                                                                               |                                 |                               |                               |
| DZA | Dunajec Zakliczyn               | 1                             |                               |
| Oznaczenia: - kolumna pierwsza – skróty nazw drużyn, - kolumna trzecia – miejsce zajęte w poprzednim sezonie. |                                 |                               |                               |

### Tabela
| Lp. | Drużyna                                 | M  | Z  | R | P  | Bramki | Bramki | Różn. | Pkt | Uwagi                     | Bezpośrednio |
| --- | --------------------------------------- | -- | -- | - | -- | ------ | ------ | ----- | --- | ------------------------- | ------------ |
| 1   | Bruk-Bet Termalica II Nieciecza (M) (B) | 34 | 30 | 2 | 2  | 116    | 26     | +90   | 92  | Baraże o III ligę         |              |
| 2   | Lubań Maniowy                           | 34 | 22 | 2 | 10 | 87     | 35     | +52   | 68  |                           |              |
| 3   | Poprad Muszyna                          | 34 | 20 | 7 | 7  | 71     | 37     | +34   | 67  |                           |              |
| 4   | Limanovia Limanowa                      | 34 | 21 | 3 | 10 | 89     | 44     | +45   | 66  |                           |              |
| 5   | Wierchy Rabka Zdrój                     | 34 | 19 | 8 | 7  | 74     | 36     | +38   | 65  |                           |              |
| 6   | Okocimski KS Brzesko                    | 34 | 17 | 9 | 8  | 51     | 40     | +11   | 60  |                           |              |
| 7   | Wolania Wola Rzędzińska                 | 34 | 18 | 5 | 11 | 66     | 59     | +7    | 59  |                           |              |
| 8   | Glinik Gorlice                          | 34 | 16 | 7 | 11 | 64     | 56     | +8    | 55  |                           |              |
| 9   | Kolejarz Stróże (S)                     | 34 | 15 | 4 | 15 | 57     | 60     | −3    | 49  | Spadek do V ligi          |              |
| 10  | Watra Białka Tatrzańska (S)             | 34 | 14 | 6 | 14 | 62     | 50     | +12   | 48  | Spadek do V ligi          |              |
| 11  | Tarnovia Tarnów (S)                     | 34 | 14 | 4 | 16 | 42     | 54     | −12   | 46  | Spadek do V ligi          |              |
| 12  | Metal Tarnów (S)                        | 34 | 13 | 4 | 17 | 61     | 73     | −12   | 43  | Spadek do V ligi          |              |
| 13  | Sokół Słopnice (S)                      | 34 | 10 | 6 | 18 | 56     | 69     | −13   | 36  | Spadek do V ligi          |              |
| 14  | Skalnik Kamionka Wielka1 (S)            | 34 | 9  | 8 | 17 | 50     | 72     | −22   | 35  | Spadek do klasy okręgowej |              |
| 15  | Bocheński KS (S)                        | 34 | 8  | 7 | 19 | 53     | 68     | −15   | 31  | Spadek do V ligi          |              |
| 16  | Dunajec Zakliczyn (S)                   | 34 | 6  | 6 | 22 | 41     | 94     | −53   | 24  | Spadek do V ligi          |              |
| 17  | Jarmuta Szczawnica (S)                  | 34 | 7  | 1 | 26 | 49     | 105    | −56   | 22  | Spadek do V ligi          |              |
| 18  | Radłovia Radłów (S)                     | 34 | 1  | 3 | 30 | 20     | 131    | −111  | 6   | Spadek do V ligi          |              |

## Grupa VIII (małopolska zachód)

### Drużyny
| Uczestnicy poprzedniej edycji                                                                                 | Uczestnicy poprzedniej edycji | Uczestnicy poprzedniej edycji | Uczestnicy poprzedniej edycji |
| --- | ----------------------------- | ----------------------------- | ----------------------------- |
| WJA | Wiślanie Jaśkowice            | 1                             |                               |
| ORY | Orzeł Ryczów                  | 2                             |                               |
| PCI | Pcimianka Pcim                | 3                             |                               |
| LJA | LKS Jawiszowice               | 4                             |                               |
| DAL | Dalin Myślenice               | 5                             |                               |
| BES | Beskid Andrychów              | 6                             |                               |
| KOB | Sokół Kocmyrzów Baranówka     | 7                             |                               |
| OŚW | Unia Oświęcim                 | 8                             |                               |
| TRZ | MKS Trzebinia                 | 9                             |                               |
| CHE | KS Chełmek                    | 10                            |                               |
| CLE | Clepardia Kraków              | 11                            |                               |
| GA2 | Garbarnia II Kraków           | 12                            |                               |
| SLO | Słomniczanka Słomniki         | 13                            |                               |
| Spadek z III ligi 2020/2021                                                                                   |                               |                               |                               |
| grupa IV |                               |                               |                               |
| GIE | Jutrzenka Giebułtów           | 20                            |                               |
| Awans z klasy okręgowej 2020/2021                                                                             |                               |                               |                               |
| grupa Kraków I                                                                                                |                               |                               |                               |
| WEG | TS Węgrzce                    | 12                            |                               |
| grupa Kraków II                                                                                               |                               |                               |                               |
| WIE | Wieczysta Kraków              | 1                             |                               |
| grupa Kraków III                                                                                              |                               |                               |                               |
| WGR | Wiślanka Grabie               | 1                             |                               |
| grupa Wadowice                                                                                                |                               |                               |                               |
| TBI | Tempo Białka                  | 1                             |                               |
| Oznaczenia: - kolumna pierwsza – skróty nazw drużyn, - kolumna trzecia – miejsce zajęte w poprzednim sezonie. |                               |                               |                               |

Objaśnienia:
1. Wiślanie Jaśkowice przegrali baraże o awans do III ligi z Unią Tarnów.
2. TS Węgrzce wycofało się po rundzie jesiennej.

### Tabela
| Lp. | Drużyna                       | M  | Z  | R | P  | Bramki | Bramki | Różn. | Pkt | Uwagi                       | Bezpośrednio                |
| --- | ----------------------------- | -- | -- | - | -- | ------ | ------ | ----- | --- | --------------------------- | --------------------------- |
| 1   | Wieczysta Kraków (M) (B)      | 34 | 30 | 3 | 1  | 163    | 19     | +144  | 93  | Baraże o III ligę           |                             |
| 2   | Wiślanie Jaśkowice            | 34 | 26 | 4 | 4  | 103    | 38     | +65   | 82  |                             |                             |
| 3   | Orzeł Ryczów                  | 34 | 19 | 8 | 7  | 81     | 47     | +34   | 65  |                             |                             |
| 4   | Beskid Andrychów              | 34 | 18 | 5 | 11 | 68     | 38     | +30   | 59  |                             |                             |
| 5   | Słomniczanka Słomniki         | 34 | 17 | 5 | 12 | 68     | 55     | +13   | 56  | SLO – LJA 3:2 LJA – SLO 1:1 |                             |
| 6   | LKS Jawiszowice               | 34 | 16 | 8 | 10 | 66     | 58     | +8    | 56  | SLO – LJA 3:2 LJA – SLO 1:1 |                             |
| 7   | Unia Oświęcim                 | 34 | 17 | 4 | 13 | 52     | 50     | +2    | 55  | OŚW – DAL 1:1 DAL – OŚW 2:3 |                             |
| 8   | Dalin Myślenice               | 34 | 16 | 7 | 11 | 68     | 55     | +13   | 55  | OŚW – DAL 1:1 DAL – OŚW 2:3 |                             |
| 9   | Pcimianka Pcim (S)            | 34 | 16 | 6 | 12 | 75     | 60     | +15   | 54  | Spadek do V ligi            |                             |
| 10  | Tempo Białka (S)              | 34 | 14 | 9 | 11 | 61     | 64     | −3    | 51  | Spadek do V ligi            |                             |
| 11  | Jutrzenka Giebułtów (S)       | 34 | 15 | 3 | 16 | 40     | 52     | −12   | 48  | Spadek do V ligi            |                             |
| 12  | Sokół Kocmyrzów Baranówka (S) | 34 | 13 | 6 | 15 | 57     | 72     | −15   | 45  | Spadek do V ligi            |                             |
| 13  | MKS Trzebinia (S)             | 34 | 11 | 3 | 20 | 48     | 73     | −25   | 36  | Spadek do V ligi            | TRZ – GA2 1:0 GA2 – TRZ 3:2 |
| 14  | Garbarnia II Kraków (S)       | 34 | 10 | 6 | 18 | 44     | 74     | −30   | 36  | Spadek do V ligi            | TRZ – GA2 1:0 GA2 – TRZ 3:2 |
| 15  | KS Chełmek (S)                | 34 | 7  | 5 | 22 | 49     | 91     | −42   | 26  | Spadek do V ligi            | CHE – WGR 3:1 WGR – CHE 1:2 |
| 16  | Wiślanka Grabie (S)           | 34 | 7  | 5 | 22 | 33     | 75     | −42   | 26  | Spadek do V ligi            | CHE – WGR 3:1 WGR – CHE 1:2 |
| 17  | Clepardia Kraków (S)          | 34 | 3  | 5 | 26 | 23     | 106    | −83   | 14  | Spadek do V ligi            |                             |
| 18  | TS Węgrzce1                   | 34 | 3  | 4 | 27 | 16     | 88     | −72   | 13  | Drużyna wycofana            |                             |

## Grupa IX (mazowiecka północna)

### Drużyny
| Uczestnicy poprzedniej edycji                                                                                 | Uczestnicy poprzedniej edycji | Uczestnicy poprzedniej edycji | Uczestnicy poprzedniej edycji |
| --- | ----------------------------- | ----------------------------- | ----------------------------- |
| grupa mazowiecka (północ)                                                                                     |                               |                               |                               |
| MŁA | Mławianka Mława               | 1                             |                               |
| ŚST | Świt Staroźreby               | 2                             |                               |
| WP2 | Wisła II Płock                | 3                             |                               |
| HWO | Huragan Wołomin               | 4                             |                               |
| MPR | MKS Przasnysz                 | 5                             |                               |
| HUT | Hutnik Warszawa               | 6                             |                               |
| ŻUR | Wkra Żuromin                  | 7                             |                               |
| CKT | KS CK Troszyn                 | 8                             |                               |
| MMA | Makowianka Maków Mazowiecki   | 102                           |                               |
| grupa mazowiecka (centralna)                                                                                  |                               |                               |                               |
| ZZA | Ząbkovia Ząbki                | 1                             |                               |
| ESC | Escola Varsovia               | 4                             |                               |
| DRU | Drukarz Warszawa              | 5                             |                               |
| AMM | AP Marcovia Marki             | 8                             |                               |
| UNI | Unia Warszawa                 | 9                             |                               |
| Awans z klasy okręgowej 2020/2021                                                                             |                               |                               |                               |
| grupa Ciechanów-Ostrołęka                                                                                     |                               |                               |                               |
| NAR | Narew Ostrołęka               | 1                             |                               |
| ŻNA | Żbik Nasielsk                 | 23                            |                               |
| grupa Płock                                                                                                   |                               |                               |                               |
| SPŁ | Stoczniowiec Płock            | 1                             |                               |
| grupa Warszawa I                                                                                              |                               |                               |                               |
| SSE | Sokół Serock                  | 1                             |                               |
| Oznaczenia: - kolumna pierwsza – skróty nazw drużyn, - kolumna trzecia – miejsce zajęte w poprzednim sezonie. |                               |                               |                               |

Objaśnienia:
1. Przegrane baraże z Pilicą Białobrzegi.
2. Wygrane baraże o utrzymanie w IV lidze.
3. Wygrane baraże o udział w IV lidze z LKS-em Promna.

### Tabela
| Lp. | Drużyna                         | M  | Z  | R  | P  | Bramki | Bramki | Różn. | Pkt | Uwagi                       | Bezpośrednio                |
| --- | ------------------------------- | -- | -- | -- | -- | ------ | ------ | ----- | --- | --------------------------- | --------------------------- |
| 1   | Mławianka Mława (M) (B)         | 34 | 25 | 4  | 5  | 103    | 41     | +62   | 79  | Baraże o III ligę           |                             |
| 2   | Ząbkovia Ząbki                  | 34 | 24 | 5  | 5  | 89     | 33     | +56   | 77  |                             | ZZA – WP2 1:1 WP2 – ZZA 2:2 |
| 3   | Wisła II Płock                  | 34 | 23 | 8  | 3  | 88     | 28     | +60   | 77  |                             | ZZA – WP2 1:1 WP2 – ZZA 2:2 |
| 4   | KS CK Troszyn                   | 34 | 22 | 5  | 7  | 94     | 44     | +50   | 71  |                             |                             |
| 5   | Hutnik Warszawa                 | 34 | 20 | 5  | 9  | 82     | 48     | +34   | 65  |                             |                             |
| 6   | Escola Varsovia                 | 34 | 18 | 3  | 13 | 68     | 51     | +17   | 57  | ESC – NAR 3:1 NAR – ESC 2:1 |                             |
| 7   | Narew Ostrołęka                 | 34 | 17 | 6  | 11 | 77     | 65     | +12   | 57  | ESC – NAR 3:1 NAR – ESC 2:1 |                             |
| 8   | Świt Staroźreby                 | 34 | 15 | 9  | 10 | 55     | 45     | +10   | 54  |                             |                             |
| 9   | AP Marcovia Marki               | 34 | 14 | 11 | 9  | 61     | 47     | +14   | 53  |                             |                             |
| 10  | MKS Przasnysz (B)               | 34 | 15 | 5  | 14 | 64     | 57     | +7    | 50  | Baraże o utrzymanie         |                             |
| 11  | Stoczniowiec Płock1             | 34 | 14 | 3  | 17 | 73     | 75     | −2    | 45  | Drużyna wycofana            |                             |
| 12  | Wkra Żuromin (S)                | 34 | 14 | 0  | 20 | 55     | 80     | −25   | 42  | Spadek do V ligi            |                             |
| 13  | Unia Warszawa (S)               | 34 | 12 | 5  | 17 | 59     | 75     | −16   | 41  | Spadek do V ligi            |                             |
| 14  | Sokół Serock (S)                | 34 | 10 | 4  | 20 | 54     | 76     | −22   | 34  | Spadek do V ligi            |                             |
| 15  | Drukarz Warszawa (S)            | 34 | 7  | 5  | 22 | 54     | 95     | −41   | 26  | Spadek do V ligi            |                             |
| 16  | Huragan Wołomin (S)             | 34 | 6  | 4  | 24 | 33     | 104    | −71   | 22  | Spadek do V ligi            |                             |
| 17  | Żbik Nasielsk (S)               | 34 | 5  | 4  | 25 | 44     | 93     | −49   | 19  | Spadek do V ligi            |                             |
| 18  | Makowianka Maków Mazowiecki (S) | 34 | 1  | 2  | 31 | 23     | 119    | −96   | 5   | Spadek do V ligi            |                             |

### Baraże o utrzymanie
Baraże o utrzymanie zostały rozegrane między drużynami z 10. pozycji w obu grupach.
| 22 czerwca 2022 18:00 | Energia Kozienice · 44' Bartłomiej Książek | 1:0(1:0)Raport | MKS Przasnysz |  |
|                       |                                            |                |               |  |

| 25 czerwca 2022 17:00 | MKS Przasnysz · 7' Tomasz Kamiński · 61' Bartosz Wójcik | 2:0(1:0)Raport | Energia Kozienice |  |
|                       |                                                         |                |                   |  |

Zwycięzca: MKS Przasnysz - utrzymanie w IV lidze

## Grupa X (mazowiecka południowa)

### Drużyny
| Uczestnicy poprzedniej edycji                                                                                 | Uczestnicy poprzedniej edycji | Uczestnicy poprzedniej edycji | Uczestnicy poprzedniej edycji |
| --- | ----------------------------- | ----------------------------- | ----------------------------- |
| grupa mazowiecka (południe)                                                                                   |                               |                               |                               |
| MMM | Mazovia Mińsk Mazowiecki      | 2                             |                               |
| MSZ | Mszczonowianka Mszczonów      | 3                             |                               |
| PRZ | Oskar Przysucha               | 4                             |                               |
| SOP | Podlasie Sokołów Podlaski     | 5                             |                               |
| ZAM | Zamłynie Radom                | 6                             |                               |
| GAR | Wilga Garwolin                | 7                             |                               |
| THM | Tygrys Huta Mińska            | 8                             |                               |
| PS2 | Pogoń II Siedlce              | 9                             |                               |
| grupa mazowiecka (centralna)                                                                                  |                               |                               |                               |
| SUL | Victoria Sulejówek            | 2                             |                               |
| PIA | MKS Piaseczno                 | 3                             |                               |
| MAZ | Mazur Karczew                 | 6                             |                               |
| RAS | KS Raszyn                     | 7                             |                               |
| grupa mazowiecka (północ)                                                                                     |                               |                               |                               |
| ŻYR | Żyrardowianka Żyrardów        | 9                             |                               |
| Awans z klasy okręgowej 2020/2021                                                                             |                               |                               |                               |
| grupa Ciechanów-Ostrołęka                                                                                     |                               |                               |                               |
| EKO | Energia Kozienice             | 1                             |                               |
| grupa Płock                                                                                                   |                               |                               |                               |
| SKÓ | Naprzód Skórzec               | 1                             |                               |
| PDW | Płomień Dębe Wielkie          | 21                            |                               |
| grupa Warszawa I                                                                                              |                               |                               |                               |
| ORB | Orzeł Baniocha                | 1                             |                               |
| MIM | Milan Milanówek               | 2                             |                               |
| Oznaczenia: - kolumna pierwsza – skróty nazw drużyn, - kolumna trzecia – miejsce zajęte w poprzednim sezonie. |                               |                               |                               |

Objaśnienia:
1. Płomień Dębe Wielkie wygrał baraże o udział w IV lidze z Deltą Słupno.
2. Milan Milanówek wygrał baraże o udział w IV lidze z Bugiem Wyszków.

### Tabela
| Lp. | Drużyna                       | M  | Z  | R  | P  | Bramki | Bramki | Różn. | Pkt | Uwagi               | Bezpośrednio                |
| --- | ----------------------------- | -- | -- | -- | -- | ------ | ------ | ----- | --- | ------------------- | --------------------------- |
| 1   | MKS Piaseczno (M) (B)         | 34 | 28 | 3  | 3  | 109    | 26     | +83   | 87  | Baraże o III ligę   |                             |
| 2   | Oskar Przysucha               | 34 | 25 | 3  | 6  | 87     | 44     | +43   | 78  |                     |                             |
| 3   | Victoria Sulejówek            | 34 | 23 | 5  | 6  | 93     | 35     | +58   | 74  |                     |                             |
| 4   | Wilga Garwolin                | 34 | 22 | 4  | 8  | 77     | 41     | +36   | 70  |                     |                             |
| 5   | Mszczonowianka Mszczonów      | 34 | 20 | 6  | 8  | 103    | 60     | +43   | 66  |                     |                             |
| 6   | Mazovia Mińsk Mazowiecki      | 34 | 21 | 2  | 11 | 85     | 57     | +28   | 65  |                     |                             |
| 7   | Orzeł Baniocha                | 34 | 19 | 7  | 8  | 71     | 37     | +34   | 64  |                     |                             |
| 8   | Mazur Karczew                 | 34 | 13 | 8  | 13 | 68     | 55     | +13   | 47  |                     |                             |
| 9   | KS Raszyn                     | 34 | 13 | 5  | 16 | 61     | 63     | −2    | 44  |                     |                             |
| 10  | Energia Kozienice (B)         | 34 | 13 | 4  | 17 | 53     | 50     | +3    | 43  | Baraże o utrzymanie | EKO – THM 0:1 THM – EKO 1:2 |
| 11  | Tygrys Huta Mińska (S)        | 34 | 13 | 4  | 17 | 63     | 70     | −7    | 43  | Spadek do V ligi    | EKO – THM 0:1 THM – EKO 1:2 |
| 12  | Pogoń II Siedlce (S)          | 34 | 11 | 6  | 17 | 57     | 75     | −18   | 39  | Spadek do V ligi    |                             |
| 13  | Milan Milanówek (S)           | 34 | 8  | 10 | 16 | 40     | 65     | −25   | 34  | Spadek do V ligi    |                             |
| 14  | Podlasie Sokołów Podlaski (S) | 34 | 9  | 6  | 19 | 41     | 60     | −19   | 33  | Spadek do V ligi    |                             |
| 15  | Żyrardowianka Żyrardów (S)    | 34 | 9  | 4  | 21 | 50     | 104    | −54   | 31  | Spadek do V ligi    |                             |
| 16  | Naprzód Skórzec (S)           | 34 | 8  | 2  | 24 | 46     | 102    | −56   | 26  | Spadek do V ligi    |                             |
| 17  | Płomień Dębe Wielkie (S)      | 34 | 5  | 3  | 26 | 24     | 96     | −72   | 18  | Spadek do V ligi    |                             |
| 18  | Zamłynie Radom1               | 34 | 4  | 2  | 28 | 30     | 118    | −88   | 14  | Drużyna wycofana    |                             |

### Baraże o utrzymanie
Baraże o utrzymanie zostały rozegrane między drużynami z 10. pozycji w obu grupach.
| 22 czerwca 2022 18:00 | Energia Kozienice · 44' Bartłomiej Książek | 1:0(1:0)Raport | MKS Przasnysz |  |
|                       |                                            |                |               |  |

| 25 czerwca 2022 17:00 | MKS Przasnysz · 7' Tomasz Kamiński · 61' Bartosz Wójcik | 2:0(1:0)Raport | Energia Kozienice |  |
|                       |                                                         |                |                   |  |

Zwycięzca: MKS Przasnysz - utrzymanie w IV lidze

## Grupa XI (opolska)

### Drużyny
| Uczestnicy poprzedniej edycji                                                                                 | Uczestnicy poprzedniej edycji | Uczestnicy poprzedniej edycji | Uczestnicy poprzedniej edycji |
| --- | ----------------------------- | ----------------------------- | ----------------------------- |
| RZD | Ruch Zdzieszowice             | 1                             |                               |
| LSD | LZS Starowice Dolne           | 2                             |                               |
| AGŁ | Agroplon Głuszyna             | 3                             |                               |
| PWI | Porawie Większyce             | 4                             |                               |
| MAŁ | Małapanew Ozimek              | 5                             |                               |
| UKR | Unia Krapkowice               | 6                             |                               |
| POP | Piast Strzelce Opolskie       | 7                             |                               |
| OD2 | Odra II Opole                 | 8                             |                               |
| GOG | MKS Gogolin                   | 9                             |                               |
| SKG | Skalnik Gracze                | 10                            |                               |
| GŁU | Polonia Głubczyce             | 11                            |                               |
| VCH | Victoria Chróścice            | 12                            |                               |
| SKO | LZS Skorogoszcz               | 13                            |                               |
| KĘD | Chemik Kędzierzyn-Koźle       | 14                            |                               |
| FGŁ | Fortuna Głogówek              | 15                            |                               |
| OLE | OKS Olesno                    | 16                            |                               |
| Spadek z III ligi 2020/2021                                                                                   |                               |                               |                               |
| grupa III |                               |                               |                               |
| PNY | Polonia Nysa                  | 19                            |                               |
| Awans z klasy okręgowej 2020/2021                                                                             |                               |                               |                               |
| grupa opolska I                                                                                               |                               |                               |                               |
| TOR | TOR Dobrzeń Wielki            | 1                             |                               |
| grupa opolska II                                                                                              |                               |                               |                               |
| PTR | LZS Piotrówka                 | 2                             |                               |
| Oznaczenia: - kolumna pierwsza – skróty nazw drużyn, - kolumna trzecia – miejsce zajęte w poprzednim sezonie. |                               |                               |                               |

Objaśnienia:
1. Ruch Zdzieszowice zrezygnował z awansu do III ligi.
2. Korona Krępna nie otrzymała licencji na grę w IV lidze, w związku z czym awansowała LZS Piotrówka.
3. Agroplon Głuszyna wycofała się po rundzie jesiennej.

### Tabela
| Lp. | Drużyna                     | M  | Z  | R  | P  | Bramki | Bramki | Różn. | Pkt | Uwagi                                                          | Bezpośrednio |
| --- | --------------------------- | -- | -- | -- | -- | ------ | ------ | ----- | --- | -------------------------------------------------------------- | ------------ |
| 1   | Polonia Nysa (M) (A)        | 34 | 27 | 4  | 3  | 90     | 26     | +64   | 85  | Awans do III ligi                                              |              |
| 2   | Ruch Zdzieszowice           | 34 | 23 | 5  | 6  | 88     | 35     | +53   | 74  |                                                                |              |
| 3   | LZS Starowice Dolne         | 34 | 18 | 6  | 10 | 75     | 55     | +20   | 60  | LSD: 7 pkt, różn. +5 MAŁ: 7 pkt, różn. -2 OD2: 2 pkt, różn. -3 |              |
| 4   | Małapanew Ozimek            | 34 | 17 | 9  | 8  | 76     | 52     | +24   | 60  | LSD: 7 pkt, różn. +5 MAŁ: 7 pkt, różn. -2 OD2: 2 pkt, różn. -3 |              |
| 5   | Odra II Opole               | 34 | 17 | 9  | 8  | 74     | 41     | +33   | 60  | LSD: 7 pkt, różn. +5 MAŁ: 7 pkt, różn. -2 OD2: 2 pkt, różn. -3 |              |
| 6   | Fortuna Głogówek            | 34 | 17 | 7  | 10 | 59     | 51     | +8    | 58  |                                                                |              |
| 7   | Polonia Głubczyce           | 34 | 17 | 6  | 11 | 77     | 58     | +19   | 57  |                                                                |              |
| 8   | Unia Krapkowice             | 34 | 15 | 11 | 8  | 55     | 31     | +24   | 56  |                                                                |              |
| 9   | Porawie Większyce           | 34 | 15 | 7  | 12 | 51     | 45     | +6    | 52  |                                                                |              |
| 10  | MKS Gogolin                 | 34 | 13 | 7  | 14 | 61     | 64     | −3    | 46  |                                                                |              |
| 11  | LZS Piotrówka               | 34 | 12 | 9  | 13 | 67     | 64     | +3    | 45  |                                                                |              |
| 12  | Piast Strzelce Opolskie     | 34 | 11 | 10 | 13 | 45     | 50     | −5    | 43  |                                                                |              |
| 13  | OKS Olesno                  | 34 | 8  | 9  | 17 | 43     | 67     | −24   | 33  |                                                                |              |
| 14  | Victoria Chróścice          | 34 | 8  | 7  | 19 | 46     | 72     | −26   | 31  |                                                                |              |
| 15  | Skalnik Gracze              | 34 | 7  | 9  | 18 | 51     | 86     | −35   | 30  |                                                                |              |
| 16  | TOR Dobrzeń Wielki (S)      | 34 | 8  | 4  | 22 | 51     | 95     | −44   | 28  | Spadek do klasy okręgowej                                      |              |
| 17  | Chemik Kędzierzyn-Koźle (S) | 34 | 4  | 7  | 23 | 32     | 81     | −49   | 19  | Spadek do klasy okręgowej                                      |              |
| 18  | LZS Skorogoszcz (S)         | 34 | 3  | 6  | 25 | 42     | 110    | −68   | 15  | Spadek do klasy okręgowej                                      |              |
| -   | Agroplon Głuszyna1          | 0  | 0  | 0  | 0  | 0      | 0      | 0     | 0   | Drużyna wycofana                                               |              |

## Grupa XII (podkarpacka)

### Drużyny
| Uczestnicy poprzedniej edycji                                                                                 | Uczestnicy poprzedniej edycji | Uczestnicy poprzedniej edycji | Uczestnicy poprzedniej edycji |
| --- | ----------------------------- | ----------------------------- | ----------------------------- |
| IZO | Izolator Boguchwała           | 2                             |                               |
| KAR | Karpaty Krosno                | 3                             |                               |
| WWI | Wisłok Wiśniowa               | 4                             |                               |
| GLM | Głogovia Głogów Małopolski    | 5                             |                               |
| PTU | Piast Tuczempy                | 6                             |                               |
| JKS | JKS 1909 Jarosław             | 7                             |                               |
| IGL | Igloopol Dębica               | 8                             |                               |
| SM2 | Stal II Mielec                | 9                             |                               |
| POP | Polonia Przemyśl              | 10                            |                               |
| ESA | Geo-Eko Ekoball Stal Sanok    | 11                            |                               |
| PIL | Legion Pilzno                 | 12                            |                               |
| KOD | Sokół Kolbuszowa Dolna        | 13                            |                               |
| ROP | Błękitni Ropczyce             | 14                            |                               |
| OPR | Orzeł Przeworsk               | 15                            |                               |
| Spadek z III ligi 2020/2021                                                                                   |                               |                               |                               |
| grupa IV |                               |                               |                               |
| WIA | KS Wiązownica                 | 17                            |                               |
| Awans z klasy okręgowej 2020/2021                                                                             |                               |                               |                               |
| grupa Dębica                                                                                                  |                               |                               |                               |
| CZT | Czarni Trześń                 | 1                             |                               |
| grupa Jarosław                                                                                                |                               |                               |                               |
| KAŃ | MKS Kańczuga                  | 1                             |                               |
| grupa Krosno                                                                                                  |                               |                               |                               |
| BUD | Bieszczady Ustrzyki Dolne     | 1                             |                               |
| grupa Rzeszów                                                                                                 |                               |                               |                               |
| ŁAŃ | Stal Łańcut                   | 1                             |                               |
| grupa Stalowa Wola                                                                                            |                               |                               |                               |
| SKA | Sokół Kamień                  | 1                             |                               |
| Oznaczenia: - kolumna pierwsza – skróty nazw drużyn, - kolumna trzecia – miejsce zajęte w poprzednim sezonie. |                               |                               |                               |

### Tabela
| Lp. | Drużyna                        | M  | Z  | R  | P  | Bramki | Bramki | Różn. | Pkt | Uwagi                       | Bezpośrednio              |
| --- | ------------------------------ | -- | -- | -- | -- | ------ | ------ | ----- | --- | --------------------------- | ------------------------- |
| 1   | KS Wiązownica (M) (A)          | 38 | 25 | 8  | 5  | 97     | 36     | +61   | 83  | Awans do III ligi           |                           |
| 2   | JKS 1909 Jarosław              | 38 | 23 | 10 | 5  | 81     | 37     | +44   | 79  |                             |                           |
| 3   | Izolator Boguchwała            | 38 | 22 | 12 | 4  | 86     | 31     | +55   | 78  |                             |                           |
| 4   | Karpaty Krosno                 | 38 | 20 | 10 | 8  | 61     | 30     | +31   | 70  |                             |                           |
| 5   | Polonia Przemyśl               | 38 | 19 | 8  | 11 | 61     | 60     | +1    | 65  |                             |                           |
| 6   | Głogovia Głogów Małopolski     | 38 | 19 | 7  | 12 | 60     | 43     | +17   | 64  |                             |                           |
| 7   | Igloopol Dębica                | 38 | 18 | 5  | 15 | 68     | 59     | +9    | 59  |                             |                           |
| 8   | Stal Łańcut                    | 38 | 17 | 7  | 14 | 66     | 54     | +12   | 58  | ŁAŃ – KOD 4:1 KOD – ŁAŃ 2:2 |                           |
| 9   | Sokół Kolbuszowa Dolna         | 38 | 18 | 4  | 16 | 78     | 58     | +20   | 58  | ŁAŃ – KOD 4:1 KOD – ŁAŃ 2:2 |                           |
| 10  | Wisłok Wiśniowa                | 38 | 15 | 9  | 14 | 69     | 56     | +13   | 54  |                             |                           |
| 11  | Legion Pilzno                  | 38 | 15 | 8  | 15 | 47     | 51     | −4    | 53  |                             |                           |
| 12  | Stal II Mielec                 | 38 | 16 | 3  | 19 | 69     | 89     | −20   | 51  | SM2 – ESA 4:1 ESA – SM2 0:2 |                           |
| 13  | Geo-Eko Ekoball Stal Sanok (S) | 38 | 13 | 12 | 13 | 42     | 41     | +1    | 51  | SM2 – ESA 4:1 ESA – SM2 0:2 | Spadek do klasy okręgowej |
| 14  | Sokół Kamień (S)               | 38 | 13 | 8  | 17 | 54     | 55     | −1    | 47  | SKA – ROP 3:2 ROP – SKA 0:4 | Spadek do klasy okręgowej |
| 15  | Błękitni Ropczyce (S)          | 38 | 13 | 8  | 17 | 58     | 64     | −6    | 47  | SKA – ROP 3:2 ROP – SKA 0:4 | Spadek do klasy okręgowej |
| 16  | Piast Tuczempy (S)             | 38 | 12 | 7  | 19 | 46     | 62     | −16   | 43  | PTU – OPR 0:0 OPR – PTU 2:3 | Spadek do klasy okręgowej |
| 17  | Orzeł Przeworsk (S)            | 38 | 12 | 7  | 19 | 48     | 62     | −14   | 43  | PTU – OPR 0:0 OPR – PTU 2:3 | Spadek do klasy okręgowej |
| 18  | Bieszczady Ustrzyki Dolne (S)  | 38 | 11 | 5  | 22 | 58     | 78     | −20   | 38  |                             | Spadek do klasy okręgowej |
| 19  | MKS Kańczuga (S)               | 38 | 5  | 6  | 27 | 36     | 115    | −79   | 21  |                             | Spadek do klasy okręgowej |
| 20  | Czarni Trześń (S)              | 38 | 0  | 4  | 34 | 23     | 127    | −104  | 4   |                             | Spadek do klasy okręgowej |

## Grupa XIII (podlaska)

### Drużyny
| Uczestnicy poprzedniej edycji                                                                                 | Uczestnicy poprzedniej edycji | Uczestnicy poprzedniej edycji | Uczestnicy poprzedniej edycji |
| --- | ----------------------------- | ----------------------------- | ----------------------------- |
| TBP | Tur Bielsk Podlaski           | 2                             |                               |
| MOŃ | Promień Mońki                 | 3                             |                               |
| ŁOM | ŁKS 1926 Łomża                | 4                             |                               |
| WAR | Warmia Grajewo                | 5                             |                               |
| MIC | KS Michałowo                  | 6                             |                               |
| KRK | Krypnianka Krypno             | 7                             |                               |
| HEB | Hetman Białystok              | 8                             |                               |
| SZE | Sparta 1951 Szepietowo        | 9                             |                               |
| KOL | Orzeł Kolno                   | 10                            |                               |
| CRS | Cresovia Siemiatycze          | 11                            |                               |
| MBI | MOSP Białystok                | 12                            |                               |
| Spadek z III ligi 2020/2021                                                                                   |                               |                               |                               |
| grupa I |                               |                               |                               |
| ZMB | Olimpia Zambrów               | 19                            |                               |
| RWM | Ruch Wysokie Mazowieckie      | 20                            |                               |
| WAS | KS Wasilków                   | 22                            |                               |
| Awans z klasy okręgowej 2020/2021                                                                             |                               |                               |                               |
| grupa podlaska                                                                                                |                               |                               |                               |
| KSG | KS Grabówka                   | 1                             |                               |
| CCB | Czarni Czarna Białostocka     | 2                             |                               |
| Oznaczenia: - kolumna pierwsza – skróty nazw drużyn, - kolumna trzecia – miejsce zajęte w poprzednim sezonie. |                               |                               |                               |

### Tabela
| Lp. | Drużyna                   | M  | Z  | R | P  | Bramki | Bramki | Różn. | Pkt | Uwagi                       | Bezpośrednio |
| --- | ------------------------- | -- | -- | - | -- | ------ | ------ | ----- | --- | --------------------------- | ------------ |
| 1   | Olimpia Zambrów (M) (A)   | 30 | 24 | 4 | 2  | 138    | 21     | +117  | 76  | Awans do III ligi           |              |
| 2   | Ruch Wysokie Mazowieckie  | 30 | 23 | 5 | 2  | 77     | 13     | +64   | 74  |                             |              |
| 3   | ŁKS 1926 Łomża            | 30 | 23 | 2 | 5  | 103    | 31     | +72   | 71  |                             |              |
| 4   | KS Michałowo              | 30 | 17 | 6 | 7  | 80     | 42     | +38   | 57  | MIC – TBP 0:2 TBP – MIC 0:2 |              |
| 5   | Tur Bielsk Podlaski       | 30 | 18 | 3 | 9  | 68     | 41     | +27   | 57  | MIC – TBP 0:2 TBP – MIC 0:2 |              |
| 6   | KS Wasilków               | 30 | 15 | 3 | 12 | 50     | 47     | +3    | 48  |                             |              |
| 7   | Warmia Grajewo            | 30 | 13 | 5 | 12 | 67     | 43     | +24   | 44  |                             |              |
| 8   | KS Grabówka               | 30 | 13 | 4 | 13 | 56     | 68     | −12   | 43  |                             |              |
| 9   | Promień Mońki             | 30 | 12 | 4 | 14 | 52     | 61     | −9    | 40  | MOŃ – MBI 4:1 MBI – MOŃ 1:2 |              |
| 10  | MOSP Białystok            | 30 | 12 | 4 | 14 | 51     | 56     | −5    | 40  | MOŃ – MBI 4:1 MBI – MOŃ 1:2 |              |
| 11  | Czarni Czarna Białostocka | 30 | 11 | 4 | 15 | 49     | 67     | −18   | 37  |                             |              |
| 12  | Krypnianka Krypno         | 30 | 8  | 3 | 19 | 46     | 87     | −41   | 27  |                             |              |
| 13  | Cresovia Siemiatycze      | 30 | 6  | 7 | 17 | 24     | 68     | −44   | 25  |                             |              |
| 14  | Sparta 1951 Szepietowo    | 30 | 7  | 3 | 20 | 39     | 74     | −35   | 24  |                             |              |
| 15  | Orzeł Kolno1              | 30 | 6  | 5 | 19 | 35     | 72     | −37   | 23  |                             |              |
| 16  | Hetman Białystok (S)      | 30 | 0  | 2 | 28 | 8      | 152    | −144  | 2   | Spadek do klasy okręgowej   |              |

## Grupa XIV (pomorska)

### Drużyny
| Uczestnicy poprzedniej edycji                                                                                 | Uczestnicy poprzedniej edycji | Uczestnicy poprzedniej edycji | Uczestnicy poprzedniej edycji |
| --- | ----------------------------- | ----------------------------- | ----------------------------- |
| KAS | Kaszubia Kościerzyna          | 2                             |                               |
| JAG | Jaguar Gdańsk                 | 3                             |                               |
| GGD | Gedania Gdańsk                | 4                             |                               |
| CC2 | Chojniczanka II Chojnice      | 5                             |                               |
| LĘB | Pogoń Lębork                  | 6                             |                               |
| PEL | Wierzyca Pelplin              | 7                             |                               |
| AGA | Anioły Garczegorze            | 8                             |                               |
| GRS | Gryf Słupsk                   | 9                             |                               |
| KOW | GKS Kowale                    | 10                            |                               |
| LG2 | Lechia II Gdańsk              | 11                            |                               |
| NOS | Grom Nowy Staw                | 12                            |                               |
| AR2 | Arka II Gdynia                | 14                            |                               |
| UST | Jantar Ustka                  | 15                            |                               |
| LUZ | KTS-K Luzino                  | 16                            |                               |
| MWŁ | MKS Władysławowo              | 17                            |                               |
| Spadek z II ligi 2020/2021                                                                                    |                               |                               |                               |
| BYT | Bytovia Bytów                 | 191                           |                               |
| Spadek z III ligi 2020/2021                                                                                   |                               |                               |                               |
| grupa II |                               |                               |                               |
| GRW | Gryf Wejherowo                | 19                            |                               |
| Awans z klasy okręgowej 2020/2021                                                                             |                               |                               |                               |
| grupa Gdańsk I                                                                                                |                               |                               |                               |
| CPG | Czarni Pruszcz Gdański        | 1                             |                               |
| RUM | Orkan Rumia                   | 2                             |                               |
| grupa Gdańsk II                                                                                               |                               |                               |                               |
| BCZ | Borowiak Czersk               | 1                             |                               |
| grupa Słupsk                                                                                                  |                               |                               |                               |
| SSY | Sparta Sycewice               | 1                             |                               |
| Oznaczenia: - kolumna pierwsza – skróty nazw drużyn, - kolumna trzecia – miejsce zajęte w poprzednim sezonie. |                               |                               |                               |

Objaśnienia:
1. Bytovia Bytów po spadku z II ligi zrezygnowała z występowania w III lidze[10].
2. Ze względu na wycofanie się Wdy Lipusz po zakończeniu poprzedniego sezonu, zorganizowano baraże o awans do IV ligi między wicemistrzami 3 grup klasy okręgowej z woj. pomorskiego[11]. Baraże o awans wygrała Orkan Rumia.

### Runda I (kwalifikacyjna)
| Lp. | Drużyna                  | M  | Z  | R | P  | Bramki | Bramki | Różn. | Pkt | Uwagi                               |
| --- | ------------------------ | -- | -- | - | -- | ------ | ------ | ----- | --- | ----------------------------------- |
| 1   | Gedania Gdańsk           | 20 | 16 | 3 | 1  | 71     | 20     | +51   | 51  | Kwalifikacja do grupy mistrzowskiej |
| 2   | Jaguar Gdańsk            | 20 | 12 | 7 | 1  | 49     | 25     | +24   | 43  | Kwalifikacja do grupy mistrzowskiej |
| 3   | Lechia II Gdańsk         | 20 | 12 | 2 | 6  | 56     | 31     | +25   | 38  | Kwalifikacja do grupy mistrzowskiej |
| 4   | KTS-K Luzino             | 20 | 11 | 3 | 6  | 40     | 32     | +8    | 36  | Kwalifikacja do grupy mistrzowskiej |
| 5   | Arka II Gdynia           | 20 | 10 | 4 | 6  | 42     | 31     | +11   | 34  | Kwalifikacja do grupy mistrzowskiej |
| 6   | Bytovia Bytów            | 20 | 9  | 7 | 4  | 33     | 27     | +6    | 34  | Kwalifikacja do grupy mistrzowskiej |
| 7   | Gryf Słupsk              | 20 | 9  | 5 | 6  | 45     | 35     | +10   | 32  | Kwalifikacja do grupy mistrzowskiej |
| 8   | Grom Nowy Staw           | 20 | 10 | 2 | 8  | 41     | 31     | +10   | 32  | Kwalifikacja do grupy mistrzowskiej |
| 9   | Gryf Wejherowo           | 20 | 10 | 1 | 9  | 36     | 34     | +2    | 31  | Kwalifikacja do grupy mistrzowskiej |
| 10  | Kaszubia Kościerzyna     | 20 | 9  | 3 | 8  | 40     | 40     | 0     | 30  | Kwalifikacja do grupy mistrzowskiej |
| 11  | Wierzyca Pelplin         | 20 | 8  | 3 | 9  | 26     | 31     | −5    | 27  | Kwalifikacja do grupy spadkowej     |
| 12  | Pogoń Lębork             | 20 | 8  | 2 | 10 | 35     | 35     | 0     | 26  | Kwalifikacja do grupy spadkowej     |
| 13  | Chojniczanka II Chojnice | 20 | 6  | 7 | 7  | 39     | 30     | +9    | 25  | Kwalifikacja do grupy spadkowej     |
| 14  | Czarni Pruszcz Gdański   | 20 | 6  | 4 | 10 | 30     | 35     | −5    | 22  | Kwalifikacja do grupy spadkowej     |
| 15  | Anioły Garczegorze       | 20 | 5  | 6 | 9  | 20     | 41     | −21   | 21  | Kwalifikacja do grupy spadkowej     |
| 16  | Borowiak Czersk          | 20 | 6  | 2 | 12 | 28     | 49     | −21   | 20  | Kwalifikacja do grupy spadkowej     |
| 17  | GKS Kowale               | 20 | 5  | 4 | 11 | 32     | 41     | −9    | 19  | Kwalifikacja do grupy spadkowej     |
| 18  | MKS Władysławowo         | 20 | 6  | 1 | 13 | 24     | 57     | −33   | 19  | Kwalifikacja do grupy spadkowej     |
| 19  | Jantar Ustka             | 20 | 5  | 4 | 11 | 29     | 52     | −23   | 19  | Kwalifikacja do grupy spadkowej     |
| 20  | Orkan Rumia              | 20 | 5  | 2 | 13 | 28     | 50     | −22   | 17  | Kwalifikacja do grupy spadkowej     |
| 21  | Sparta Sycewice          | 20 | 4  | 4 | 12 | 25     | 42     | −17   | 16  | Kwalifikacja do grupy spadkowej     |

### Runda II (finałowa)
| Lp.               | Drużyna                  | M  | Z  | R | P  | Bramki | Bramki | Różn. | Pkt | Uwagi                       | Bezpośrednio                                                   |
| ----------------- | ------------------------ | -- | -- | - | -- | ------ | ------ | ----- | --- | --------------------------- | -------------------------------------------------------------- |
| Grupa mistrzowska |                          |    |    |   |    |        |        |       |     |                             |                                                                |
| 1                 | Gedania Gdańsk (M) (A)   | 29 | 23 | 4 | 2  | 92     | 29     | +63   | 73  | Awans do III ligi           |                                                                |
| 2                 | Jaguar Gdańsk            | 29 | 16 | 8 | 5  | 68     | 40     | +28   | 56  |                             |                                                                |
| 3                 | KTS-K Luzino             | 29 | 17 | 4 | 8  | 58     | 37     | +21   | 55  |                             |                                                                |
| 4                 | Gryf Wejherowo           | 29 | 16 | 2 | 11 | 54     | 41     | +13   | 50  |                             |                                                                |
| 5                 | Lechia II Gdańsk1        | 29 | 14 | 3 | 12 | 72     | 56     | +16   | 45  | Drużyna wycofana            | LG2: 6 pkt, różn. +2 KAS: 6 pkt, różn. +1 GRS: 6 pkt, różn. -3 |
| 6                 | Kaszubia Kościerzyna1    | 29 | 14 | 3 | 12 | 55     | 58     | −3    | 45  | Drużyna wycofana            | LG2: 6 pkt, różn. +2 KAS: 6 pkt, różn. +1 GRS: 6 pkt, różn. -3 |
| 7                 | Gryf Słupsk              | 29 | 13 | 6 | 10 | 63     | 56     | +7    | 45  |                             | LG2: 6 pkt, różn. +2 KAS: 6 pkt, różn. +1 GRS: 6 pkt, różn. -3 |
| 8                 | Bytovia Bytów            | 29 | 11 | 9 | 9  | 41     | 41     | 0     | 42  | BYT – NOS 1:0 NOS – BYT 1:2 |                                                                |
| 9                 | Grom Nowy Staw           | 29 | 13 | 3 | 13 | 50     | 42     | +8    | 42  | BYT – NOS 1:0 NOS – BYT 1:2 |                                                                |
| 10                | Arka II Gdynia           | 29 | 11 | 5 | 13 | 49     | 55     | −6    | 38  |                             |                                                                |
| Grupa spadkowa    |                          |    |    |   |    |        |        |       |     |                             |                                                                |
| 1                 | Chojniczanka II Chojnice | 30 | 11 | 8 | 11 | 66     | 43     | +23   | 41  |                             |                                                                |
| 2                 | Wierzyca Pelplin         | 30 | 11 | 7 | 12 | 40     | 46     | −6    | 40  |                             |                                                                |
| 3                 | MKS Władysławowo         | 30 | 12 | 2 | 16 | 46     | 72     | −26   | 38  | LĘB – MWŁ 1:2 LĘB – MWŁ 1:3 |                                                                |
| 4                 | Pogoń Lębork             | 30 | 11 | 5 | 14 | 51     | 51     | 0     | 38  | LĘB – MWŁ 1:2 LĘB – MWŁ 1:3 |                                                                |
| 5                 | Anioły Garczegorze       | 30 | 10 | 7 | 13 | 34     | 57     | −23   | 37  |                             |                                                                |
| 6                 | GKS Kowale               | 30 | 10 | 6 | 14 | 57     | 60     | −3    | 36  |                             |                                                                |
| 7                 | Czarni Pruszcz Gdański   | 30 | 9  | 7 | 14 | 47     | 54     | −7    | 34  |                             |                                                                |
| 8                 | Sparta Sycewice          | 30 | 9  | 6 | 15 | 45     | 64     | −19   | 33  |                             |                                                                |
| 9                 | Borowiak Czersk1         | 30 | 9  | 5 | 16 | 44     | 69     | −25   | 32  |                             |                                                                |
| 10                | Jantar Ustka1            | 30 | 8  | 5 | 17 | 38     | 71     | −33   | 29  |                             |                                                                |
| 11                | Orkan Rumia (S)          | 30 | 7  | 5 | 18 | 47     | 75     | −28   | 26  | Spadek do klasy okręgowej   |                                                                |

## Grupa XV (śląska I)

### Drużyny
| Uczestnicy poprzedniej edycji                                                                                 | Uczestnicy poprzedniej edycji | Uczestnicy poprzedniej edycji | Uczestnicy poprzedniej edycji |
| --- | ----------------------------- | ----------------------------- | ----------------------------- |
| grupa śląska I                                                                                                |                               |                               |                               |
| RA2 | Raków II Częstochowa          | 1                             |                               |
| UDG | Unia Dąbrowa Górnicza         | 3                             |                               |
| RRA | Ruch Radzionków               | 4                             |                               |
| ZAW | Warta Zawiercie               | 5                             |                               |
| MYS | MKS Myszków                   | 6                             |                               |
| UKO | Unia Kosztowy                 | 7                             |                               |
| PŁG | Polonia Łaziska Górne         | 8                             |                               |
| SZO | Szombierki Bytom              | 9                             |                               |
| SZJ | Szczakowianka Jaworzno        | 10                            |                               |
| SIE | Przemsza Siewierz             | 11                            |                               |
| ŚCE | Śląsk Świętochłowice          | 12                            |                               |
| ORN | Gwarek Ornontowice            | 13                            |                               |
| grupa śląska II                                                                                               |                               |                               |                               |
| ROZ | Rozwój Katowice               | 8                             |                               |
| PRZ | Jedność 32 Przyszowice        | 142                           |                               |
| Awans z klasy okręgowej 2020/2021                                                                             |                               |                               |                               |
| grupa Częstochowa-Lubliniec                                                                                   |                               |                               |                               |
| RĘD | Unia Rędziny                  | 1                             |                               |
| grupa Katowice-Sosnowiec                                                                                      |                               |                               |                               |
| PKA | Podlesianka Katowice          | 1                             |                               |
| Oznaczenia: - kolumna pierwsza – skróty nazw drużyn, - kolumna trzecia – miejsce zajęte w poprzednim sezonie. |                               |                               |                               |

Objaśnienia:
1. Raków II Częstochowa przegrał baraże o awans do III ligi z Odrą Wodzisław Śląski.
2. Ze względu na wycofanie się Znicza Kłobuck po poprzednim sezonie zorganizowany został baraż uzupełniający. W nim Jedność 32 Przyszowice wygrała z Sarmacją Będzin utrzymując się w IV lidze[12].

### Tabela
| Lp. | Drużyna                      | M  | Z  | R | P  | Bramki | Bramki | Różn. | Pkt | Uwagi                              | Bezpośrednio                |
| --- | ---------------------------- | -- | -- | - | -- | ------ | ------ | ----- | --- | ---------------------------------- | --------------------------- |
| 1   | Raków II Częstochowa (M) (B) | 30 | 26 | 2 | 2  | 99     | 20     | +79   | 80  | Baraże o III ligę                  |                             |
| 2   | Ruch Radzionków              | 30 | 23 | 1 | 6  | 69     | 27     | +42   | 70  |                                    |                             |
| 3   | Rozwój Katowice              | 30 | 20 | 3 | 7  | 76     | 27     | +49   | 63  |                                    |                             |
| 4   | MKS Myszków                  | 30 | 15 | 5 | 10 | 56     | 46     | +10   | 50  |                                    |                             |
| 5   | Szczakowianka Jaworzno       | 30 | 15 | 4 | 11 | 66     | 50     | +16   | 49  |                                    |                             |
| 6   | Unia Dąbrowa Górnicza        | 30 | 14 | 5 | 11 | 57     | 57     | 0     | 47  |                                    |                             |
| 7   | Podlesianka Katowice         | 30 | 14 | 3 | 13 | 62     | 65     | −3    | 45  | PKA – ZAW 5:3 ZAW – PKA 0:2        |                             |
| 8   | Warta Zawiercie              | 30 | 13 | 6 | 11 | 62     | 65     | −3    | 45  | PKA – ZAW 5:3 ZAW – PKA 0:2        |                             |
| 9   | Unia Kosztowy                | 30 | 13 | 5 | 12 | 53     | 41     | +12   | 44  |                                    |                             |
| 10  | Gwarek Ornontowice           | 30 | 13 | 1 | 16 | 47     | 52     | −5    | 40  | przeniesienie do grupy śląskiej II |                             |
| 11  | Śląsk Świętochłowice         | 30 | 12 | 2 | 16 | 45     | 66     | −21   | 38  |                                    |                             |
| 12  | Szombierki Bytom             | 30 | 10 | 7 | 13 | 43     | 49     | −6    | 37  |                                    |                             |
| 13  | Polonia Łaziska Górne        | 30 | 9  | 4 | 17 | 42     | 52     | −10   | 31  | przeniesienie do grupy śląskiej II | PŁG – SIE 4:1 SIE – PŁG 1:1 |
| 14  | Przemsza Siewierz (B)        | 30 | 8  | 7 | 15 | 34     | 60     | −26   | 31  | Baraże o utrzymanie                | PŁG – SIE 4:1 SIE – PŁG 1:1 |
| 15  | Unia Rędziny1                | 30 | 3  | 4 | 23 | 39     | 82     | −43   | 13  |                                    |                             |
| 16  | Jedność 32 Przyszowice (S)   | 30 | 1  | 3 | 26 | 28     | 119    | −91   | 6   | Spadek do klasy okręgowej          |                             |

### Baraże o utrzymanie
W barażach o utrzymanie zagrać miały 14. drużyny z obu grup śląskim, jednak Czarni Gorzyce zrezygnowali z udziału w barażach, w związku z czym Przemsza Siewierz automatycznie uzyskała utrzymanie.
| 18 czerwca 2022 17:00 | Przemsza Siewierz | 3:0 (w.o)Raport | Czarni Gorzyce |  |
|                       |                   |                 |                |  |

| 21 czerwca 2022 17:00 | Czarni Gorzyce | 0:3 (w.o.)Raport | Przemsza Siewierz |  |
|                       |                |                  |                   |  |

Zwycięzca: Przemsza Siewierz

## Grupa XVI (śląska II)

### Drużyny
| Uczestnicy poprzedniej edycji                                                                                 | Uczestnicy poprzedniej edycji | Uczestnicy poprzedniej edycji | Uczestnicy poprzedniej edycji |
| --- | ----------------------------- | ----------------------------- | ----------------------------- |
| SPL | Spójnia Landek                | 2                             |                               |
| TY2 | GKS II Tychy                  | 3                             |                               |
| UKS | Unia Książenice               | 4                             |                               |
| LBE | LKS Bełk                      | 5                             |                               |
| UTU | Unia Turza Śląska             | 6                             |                               |
| KUŹ | Kuźnia Ustroń                 | 7                             |                               |
| DRZ | Drzewiarz Jasienica           | 9                             |                               |
| MRK | MRKS Czechowice-Dziedzice     | 10                            |                               |
| PO2 | Podbeskidzie II Bielsko-Biała | 11                            |                               |
| CZN | LKS Czaniec                   | 12                            |                               |
| ŁĘK | Orzeł Łękawica                | 13                            |                               |
| Spadek z III ligi 2020/2021                                                                                   |                               |                               |                               |
| grupa III |                               |                               |                               |
| ROW | ROW 1964 Rybnik               | 17                            |                               |
| Awans z klasy okręgowej 2020/2021                                                                             |                               |                               |                               |
| grupa Bytom-Zabrze                                                                                            |                               |                               |                               |
| PI2 | Piast II Gliwice              | 1                             |                               |
| grupa Bielsko-Biała-Tychy                                                                                     |                               |                               |                               |
| BST | LKS Bestwina                  | 1                             |                               |
| grupa Racibórz-Rybnik                                                                                         |                               |                               |                               |
| CZG | Czarni Gorzyce                | 1                             |                               |
| grupa Skoczów-Żywiec                                                                                          |                               |                               |                               |
| CGŻ | Czarni-Góral Żywiec           | 1                             |                               |
| Oznaczenia: - kolumna pierwsza – skróty nazw drużyn, - kolumna trzecia – miejsce zajęte w poprzednim sezonie. |                               |                               |                               |

Objaśnienia:
1. Czarni-Góral Żywiec wycofali się po rundzie jesiennej.

### Tabela
| Lp. | Drużyna                       | M  | Z  | R | P  | Bramki | Bramki | Różn. | Pkt | Uwagi                             | Bezpośrednio                |
| --- | ----------------------------- | -- | -- | - | -- | ------ | ------ | ----- | --- | --------------------------------- | --------------------------- |
| 1   | GKS II Tychy (M) (B)          | 30 | 20 | 4 | 6  | 85     | 29     | +56   | 64  | Baraże o III ligę                 | TY2 – LBE 3:0 LBE – TY2 3:0 |
| 2   | LKS Bełk                      | 30 | 20 | 4 | 6  | 64     | 37     | +27   | 64  |                                   | TY2 – LBE 3:0 LBE – TY2 3:0 |
| 3   | Unia Turza Śląska             | 30 | 17 | 4 | 9  | 64     | 42     | +22   | 55  |                                   |                             |
| 4   | MRKS Czechowice-Dziedzice     | 30 | 16 | 6 | 8  | 64     | 35     | +29   | 54  |                                   |                             |
| 5   | Piast II Gliwice              | 30 | 15 | 7 | 8  | 62     | 42     | +20   | 52  | przeniesienie do grupy śląskiej I |                             |
| 6   | Kuźnia Ustroń                 | 30 | 14 | 8 | 8  | 49     | 36     | +13   | 50  |                                   |                             |
| 7   | LKS Czaniec                   | 30 | 13 | 9 | 8  | 55     | 42     | +13   | 48  |                                   |                             |
| 8   | Orzeł Łękawica                | 30 | 13 | 5 | 12 | 56     | 51     | +5    | 44  |                                   |                             |
| 9   | Spójnia Landek                | 30 | 11 | 8 | 11 | 50     | 47     | +3    | 41  |                                   |                             |
| 10  | Drzewiarz Jasienica           | 30 | 11 | 6 | 13 | 38     | 54     | −16   | 39  |                                   |                             |
| 11  | ROW 1964 Rybnik               | 30 | 10 | 8 | 12 | 64     | 65     | −1    | 38  |                                   |                             |
| 12  | Podbeskidzie II Bielsko-Biała | 30 | 10 | 7 | 13 | 41     | 48     | −7    | 37  |                                   |                             |
| 13  | Unia Książenice2              | 30 | 10 | 4 | 16 | 58     | 74     | −16   | 34  | Drużyna wycofana                  |                             |
| 14  | Czarni Gorzyce (B)            | 30 | 8  | 5 | 17 | 35     | 68     | −33   | 29  | Baraże o utrzymanie               |                             |
| 15  | LKS Bestwina (S)              | 30 | 5  | 3 | 22 | 38     | 84     | −46   | 18  | Spadek do klasy okręgowej         |                             |
| 16  | Czarni-Góral Żywiec1          | 30 | 1  | 4 | 25 | 17     | 86     | −69   | 7   | Drużyna wycofana                  |                             |

### Baraże o utrzymanie
W barażach o utrzymanie zagrać miały 14. drużyny z obu grup śląskim, jednak Czarni Gorzyce zrezygnowali z udziału w barażach, w związku z czym Przemsza Siewierz automatycznie uzyskała utrzymanie.
| 18 czerwca 2022 17:00 | Przemsza Siewierz | 3:0 (w.o)Raport | Czarni Gorzyce |  |
|                       |                   |                 |                |  |

| 21 czerwca 2022 17:00 | Czarni Gorzyce | 0:3 (w.o.)Raport | Przemsza Siewierz |  |
|                       |                |                  |                   |  |

Zwycięzca: Przemsza Siewierz

## Grupa XVII (świętokrzyska)

### Drużyny
| Uczestnicy poprzedniej edycji                                                                                 | Uczestnicy poprzedniej edycji | Uczestnicy poprzedniej edycji | Uczestnicy poprzedniej edycji |
| --- | ----------------------------- | ----------------------------- | ----------------------------- |
| MOR | Moravia Morawica              | 2                             |                               |
| ORS | Orlicz Suchedniów             | 3                             |                               |
| SDA | Spartakus Daleszyce           | 4                             |                               |
| NOW | GKS Nowiny                    | 5                             |                               |
| GSK | Granat Skarżysko-Kamienna     | 6                             |                               |
| BUS | AKS 1947 Busko-Zdrój          | 7                             |                               |
| ALO | Alit Ożarów                   | 8                             |                               |
| RUD | GKS Rudki                     | 9                             |                               |
| WMA | Wierna Małogoszcz             | 10                            |                               |
| STS | Star Starachowice             | 11                            |                               |
| NID | Nida Pińczów                  | 12                            |                               |
| ŁYS | Łysica Bodzentyn              | 13                            |                               |
| NKO | Neptun Końskie                | 14                            |                               |
| PST | Pogoń 1945 Staszów            | 15                            |                               |
| KAJ | Lubrzanka Kajetanów           | 161                           |                               |
| Spadek z III ligi 2020/2021                                                                                   |                               |                               |                               |
| grupa IV |                               |                               |                               |
| KO2 | Korona II Kielce              | 18                            |                               |
| Awans z klasy okręgowej 2020/2021                                                                             |                               |                               |                               |
| grupa świętokrzyska                                                                                           |                               |                               |                               |
| KLI | Klimontowianka Klimontów      | 1                             |                               |
| SKW | Sparta Kazimierza Wielka      | 2                             |                               |
| Oznaczenia: - kolumna pierwsza – skróty nazw drużyn, - kolumna trzecia – miejsce zajęte w poprzednim sezonie. |                               |                               |                               |

Objaśnienia:
1. Lubrzanka Kajetanów wycofała się po rundzie jesiennej.

### Tabela
| Lp. | Drużyna                   | M  | Z  | R  | P  | Bramki | Bramki | Różn. | Pkt | Uwagi                       | Bezpośrednio |
| --- | ------------------------- | -- | -- | -- | -- | ------ | ------ | ----- | --- | --------------------------- | ------------ |
| 1   | Korona II Kielce (M) (A)  | 34 | 27 | 5  | 2  | 90     | 29     | +61   | 86  | Awans do III ligi           |              |
| 2   | Star Starachowice         | 34 | 25 | 2  | 7  | 92     | 29     | +63   | 77  |                             |              |
| 3   | GKS Nowiny                | 34 | 22 | 5  | 7  | 81     | 37     | +44   | 71  |                             |              |
| 4   | Granat Skarżysko-Kamienna | 34 | 18 | 8  | 8  | 69     | 33     | +36   | 62  |                             |              |
| 5   | Neptun Końskie            | 34 | 18 | 4  | 12 | 63     | 58     | +5    | 58  |                             |              |
| 6   | Wierna Małogoszcz         | 34 | 16 | 9  | 9  | 75     | 57     | +18   | 57  |                             |              |
| 7   | GKS Rudki                 | 34 | 15 | 11 | 8  | 56     | 38     | +18   | 56  |                             |              |
| 8   | Moravia Morawica          | 34 | 11 | 13 | 10 | 64     | 55     | +9    | 46  |                             |              |
| 9   | AKS 1947 Busko-Zdrój      | 34 | 11 | 11 | 12 | 47     | 59     | −12   | 44  |                             |              |
| 10  | Klimontowianka Klimontów  | 34 | 11 | 10 | 13 | 40     | 50     | −10   | 43  | KLI – ORS 2:0 ORS – KLI 0:0 |              |
| 11  | Orlicz Suchedniów         | 34 | 12 | 7  | 15 | 58     | 63     | −5    | 43  | KLI – ORS 2:0 ORS – KLI 0:0 |              |
| 12  | Pogoń 1945 Staszów        | 34 | 11 | 9  | 14 | 50     | 55     | −5    | 42  | PST – ALO 4:2 ALO – PST 1:1 |              |
| 13  | Alit Ożarów               | 34 | 11 | 9  | 14 | 50     | 68     | −18   | 42  | PST – ALO 4:2 ALO – PST 1:1 |              |
| 14  | Spartakus Daleszyce       | 34 | 10 | 6  | 18 | 39     | 60     | −21   | 36  |                             |              |
| 15  | Sparta Kazimierza Wielka  | 34 | 9  | 4  | 21 | 41     | 77     | −36   | 31  |                             |              |
| 16  | Nida Pińczów              | 34 | 7  | 9  | 18 | 36     | 69     | −33   | 30  |                             |              |
| 17  | Łysica Bodzentyn (S)      | 34 | 5  | 10 | 19 | 30     | 57     | −27   | 25  | Spadek do Klasy Okręgowej   |              |
| 18  | Lubrzanka Kajetanów1      | 34 | 0  | 2  | 32 | 17     | 104    | −87   | 2   | Drużyna wycofana            |              |

## Grupa XVIII (warmińsko-mazurska)

### Drużyny
| Uczestnicy poprzedniej edycji                                                                                 | Uczestnicy poprzedniej edycji | Uczestnicy poprzedniej edycji | Uczestnicy poprzedniej edycji |
| --- | ----------------------------- | ----------------------------- | ----------------------------- |
| MRĄ | Mrągowia Mrągowo              | 2                             |                               |
| PLW | Polonia Lidzbark Warmiński    | 3                             |                               |
| MOL | Motor Lubawa                  | 4                             |                               |
| JIŁ | ITS Jeziorak Iława            | 5                             |                               |
| KĘT | Granica Kętrzyn               | 6                             |                               |
| OL2 | Olimpia II Elbląg             | 7                             |                               |
| KOR | MKS Korsze                    | 8                             |                               |
| ZAT | Zatoka Braniewo               | 9                             |                               |
| EŁK | Mazur Ełk                     | 10                            |                               |
| PIS | Pisa Barczewo                 | 111                           |                               |
| BPS | Błękitni Pasym                | 122                           |                               |
| Spadek z III ligi 2020/2021                                                                                   |                               |                               |                               |
| grupa I |                               |                               |                               |
| WIK | GKS Wikielec                  | 16                            |                               |
| CON | Concordia Elbląg              | 17                            |                               |
| HMG | Huragan Morąg                 | 21                            |                               |
| Awans z klasy okręgowej 2020/2021                                                                             |                               |                               |                               |
| grupa warmińsko-mazurska I                                                                                    |                               |                               |                               |
| DKS | DKS Dobre Miasto              | 1                             |                               |
| grupa warmińsko-mazurska II                                                                                   |                               |                               |                               |
| PIŁ | Polonia Iłowo                 | 1                             |                               |
| Oznaczenia: - kolumna pierwsza – skróty nazw drużyn, - kolumna trzecia – miejsce zajęte w poprzednim sezonie. |                               |                               |                               |

Objaśnienia:
1. Pisa Barczewo wygrała baraże o utrzymanie z Romintą Gołdap.
2. Błękitni Pasym wygrali baraże o utrzymanie z Unią Susz.

### Tabela
| Lp. | Drużyna                    | M  | Z  | R | P  | Bramki | Bramki | Różn. | Pkt | Uwagi                       | Bezpośrednio                |
| --- | -------------------------- | -- | -- | - | -- | ------ | ------ | ----- | --- | --------------------------- | --------------------------- |
| 1   | Concordia Elbląg (M) (A)   | 30 | 23 | 4 | 3  | 91     | 23     | +68   | 73  | Awans do III ligi           |                             |
| 2   | Huragan Morąg              | 30 | 18 | 7 | 5  | 74     | 30     | +44   | 61  |                             |                             |
| 3   | Polonia Lidzbark Warmiński | 30 | 18 | 6 | 6  | 73     | 38     | +35   | 60  |                             |                             |
| 4   | Granica Kętrzyn            | 30 | 17 | 5 | 8  | 71     | 43     | +28   | 56  | KĘT – JIŁ 3:3 JIŁ – KĘT 1:2 |                             |
| 5   | ITS Jeziorak Iława         | 30 | 17 | 5 | 8  | 71     | 31     | +40   | 56  | KĘT – JIŁ 3:3 JIŁ – KĘT 1:2 |                             |
| 6   | Mrągowia Mrągowo           | 30 | 18 | 1 | 11 | 69     | 45     | +24   | 55  |                             |                             |
| 7   | DKS Dobre Miasto           | 30 | 13 | 7 | 10 | 44     | 38     | +6    | 46  |                             |                             |
| 8   | Olimpia II Elbląg          | 30 | 11 | 6 | 13 | 53     | 50     | +3    | 39  |                             |                             |
| 9   | Motor Lubawa               | 30 | 10 | 7 | 13 | 43     | 48     | −5    | 37  |                             |                             |
| 10  | Pisa Barczewo              | 30 | 11 | 2 | 17 | 42     | 61     | −19   | 35  |                             |                             |
| 11  | Błękitni Pasym (B)         | 30 | 10 | 3 | 17 | 43     | 70     | −27   | 33  | Baraże o utrzymanie         | BPS – PIŁ 4:3 PIŁ – BPS 1:2 |
| 12  | Polonia Iłowo (B)          | 30 | 9  | 6 | 15 | 53     | 73     | −20   | 33  | Baraże o utrzymanie         | BPS – PIŁ 4:3 PIŁ – BPS 1:2 |
| 13  | Błękitni Orneta (S)        | 30 | 9  | 3 | 18 | 37     | 76     | −39   | 30  | Spadek do klasy okręgowej   |                             |
| 14  | Zatoka Braniewo (S)        | 30 | 8  | 3 | 19 | 39     | 62     | −23   | 27  | Spadek do klasy okręgowej   |                             |
| 15  | MKS Korsze (S)             | 30 | 7  | 3 | 20 | 35     | 83     | −48   | 24  | Spadek do klasy okręgowej   |                             |
| 16  | Mazur Ełk (S)              | 30 | 7  | 0 | 23 | 36     | 103    | −67   | 21  | Spadek do klasy okręgowej   |                             |

### Baraże o utrzymanie
Po zakończeniu sezonu rozegrano dwumecz barażowy o prawo gry w IV lidze w sezonie 2022/2023 pomiędzy 11. drużyną IV ligi, grupa warmińsko-mazurska a 2. drużyną klasy okręgowej, grupa warmińsko-mazurska I oraz pomiędzy 12. drużyną IV ligi, grupa warmińsko-mazurska a 2. drużyną klasy okręgowej, grupa warmińsko-mazurska II. Mecze odbyły się 25, 26 i 29 czerwca 2022.
| 26 czerwca 2022 18:30 | Polonia Iłowo | 2:1Raport | Polonia Pasłęk | Mława |
|                       |               |           |                |       |

| 25 czerwca 2022 18:00 | Błękitni Pasym | 2:4Raport | Rominta Gołdap | Pasym |
|                       |                |           |                |       |

| 29 czerwca 2022 17:00 | Polonia Pasłęk | 3:4Raport | Polonia Iłowo | Pasłęk |
|                       |                |           |               |        |

| 29 czerwca 2022 17:00 | Rominta Gołdap | 4:1Raport | Błękitni Pasym | Gołdap |
|                       |                |           |                |        |

Prawo do gry w IV lidze w następnym sezonie wywalczyły Polonia Iłowo oraz Rominta Gołdap.

## Grupa XIX (wielkopolska)

### Drużyny
| Uczestnicy poprzedniej edycji                                                                                 | Uczestnicy poprzedniej edycji | Uczestnicy poprzedniej edycji | Uczestnicy poprzedniej edycji |
| --- | ----------------------------- | ----------------------------- | ----------------------------- |
| MIĘ | Warta Międzychód              | 2                             |                               |
| GOŁ | LKS Gołuchów                  | 3                             |                               |
| WRZ | Victoria Września             | 4                             |                               |
| COW | Centra Ostrów Wielkopolski    | 5                             |                               |
| KA2 | KKS 1925 II Kalisz            | 6                             |                               |
| SZY | Iskra Szydłowo                | 7                             |                               |
| KOŚ | Obra Kościan                  | 9                             |                               |
| TPO | Tarnovia Tarnowo Podgórne     | 10                            |                               |
| OKŁ | Olimpia Koło                  | 11                            |                               |
| KOR | Kotwica Kórnik                | 12                            |                               |
| WIW | Wilki Wilczyn                 | 131                           |                               |
| VOS | Victoria Ostrzeszów           | 142                           |                               |
| KEP | Polonia Kępno                 | 152,3,4                       |                               |
| Spadek z III ligi 2020/2021                                                                                   |                               |                               |                               |
| grupa II |                               |                               |                               |
| NLB | Nielba Wągrowiec              | 14                            |                               |
| UNS | Unia Swarzędz                 | 17                            |                               |
| GKN | Górnik Konin                  | 20                            |                               |
| MGN | Mieszko Gniezno               | 22                            |                               |
| Awans z V ligi 2020/2021                                                                                      |                               |                               |                               |
| grupa wielkopolska I                                                                                          |                               |                               |                               |
| HPO | Huragan Pobiedziska           | 1                             |                               |
| grupa wielkopolska II                                                                                         |                               |                               |                               |
| PIA | Korona Piaski                 | 1                             |                               |
| grupa wielkopolska III                                                                                        |                               |                               |                               |
| SŁU | SKP Słupca                    | 1                             |                               |
| Oznaczenia: - kolumna pierwsza – skróty nazw drużyn, - kolumna trzecia – miejsce zajęte w poprzednim sezonie. |                               |                               |                               |

Objaśnienia:
1. Wilki Wilczyn wycofały się po zakończeniu rundy jesiennej.
2. Ze względu na wycofanie się Odolanovii Odolanów po poprzednim sezonie, utrzymanie uzyskała Victoria Ostrzeszów, natomiast w barażach wystąpiła Polonia Kępno[16].
3. Polonia Kępno wygrała baraże o utrzymanie w IV lidze.
4. Polonia Kępno przed sezonem w wyniku fuzji z klubem MUKS Marcinki Kępno zmieniła nazwę na Polonia 1908 Marcinki Kępno[17].

### Tabela
| Lp. | Drużyna                     | M  | Z  | R  | P  | Bramki | Bramki | Różn. | Pkt | Uwagi                       | Bezpośrednio |
| --- | --------------------------- | -- | -- | -- | -- | ------ | ------ | ----- | --- | --------------------------- | ------------ |
| 1   | Unia Swarzędz (M) (A)       | 36 | 24 | 3  | 9  | 83     | 31     | +52   | 75  | Awans do III ligi           |              |
| 2   | Nielba Wągrowiec            | 36 | 22 | 8  | 6  | 70     | 41     | +29   | 74  |                             |              |
| 3   | Kotwica Kórnik              | 36 | 21 | 10 | 5  | 76     | 43     | +33   | 73  |                             |              |
| 4   | Huragan Pobiedziska         | 36 | 20 | 3  | 13 | 63     | 45     | +18   | 63  |                             |              |
| 5   | Mieszko Gniezno             | 36 | 18 | 8  | 10 | 78     | 55     | +23   | 62  |                             |              |
| 6   | LKS Gołuchów                | 36 | 17 | 9  | 10 | 65     | 54     | +11   | 60  |                             |              |
| 7   | Centra Ostrów Wielkopolski  | 36 | 17 | 4  | 15 | 91     | 63     | +28   | 55  |                             |              |
| 8   | Obra Kościan                | 36 | 15 | 9  | 12 | 60     | 47     | +13   | 54  |                             |              |
| 9   | Victoria Września           | 36 | 15 | 8  | 13 | 53     | 72     | −19   | 53  | WRZ – SZY 2:0 SZY – WRZ 2:4 |              |
| 10  | Iskra Szydłowo              | 36 | 15 | 8  | 13 | 78     | 72     | +6    | 53  | WRZ – SZY 2:0 SZY – WRZ 2:4 |              |
| 11  | Korona Piaski               | 36 | 15 | 5  | 16 | 50     | 60     | −10   | 50  |                             |              |
| 12  | Tarnovia Tarnowo Podgórne   | 36 | 13 | 9  | 14 | 56     | 54     | +2    | 48  |                             |              |
| 13  | SKP Słupca                  | 36 | 12 | 8  | 16 | 59     | 61     | −2    | 44  | SŁU – KĘP 0:0 KĘP – SŁU 1:2 |              |
| 14  | Polonia 1908 Marcinki Kępno | 36 | 12 | 8  | 16 | 56     | 65     | −9    | 44  | SŁU – KĘP 0:0 KĘP – SŁU 1:2 |              |
| 15  | Warta Międzychód            | 36 | 12 | 7  | 17 | 79     | 85     | −6    | 43  |                             |              |
| 16  | KKS 1925 II Kalisz (B)      | 36 | 11 | 9  | 16 | 57     | 68     | −11   | 42  | Baraże o utrzymanie         |              |
| 17  | Olimpia Koło (S)            | 36 | 11 | 7  | 18 | 44     | 54     | −10   | 40  | Spadek do V ligi            |              |
| 18  | Victoria Ostrzeszów (S)     | 36 | 4  | 5  | 27 | 42     | 104    | −62   | 17  | Spadek do V ligi            |              |
| 19  | Górnik Konin (S)            | 36 | 4  | 0  | 32 | 24     | 110    | −86   | 12  | Spadek do V ligi            |              |
| -   | Wilki Wilczyn1              | 0  | 0  | 0  | 0  | 0      | 0      | 0     | 0   | Drużyna wycofana            |              |

### Baraże o IV ligę
W barażach o IV ligę brała udział 16. drużyna IV ligi oraz wicemistrzowie grup V ligi.

#### Półfinały
| 29 czerwca 2022 18:00 | Victoria Skarszew · 10' Patryk Palat · 53', 59', 61' Mateusz Stefański | 4:2(1:0)Raport | Wiara Lecha Poznań · 64', 90' Błażej Telichowski |  |
|                       |                                                                        |                |                                                  |  |

Awans do finału: Victoria Skarszew
| 29 czerwca 2022 17:00 | KKS 1925 II Kalisz · 69' Mateusz Molek · 88' Kacper Dudek | 2:4(0:1)Raport | Meblorz Swarzędz · 9', 73' Mikołaj Remlein · 52' Michał Nowak · 68' Krystian Skórczyński |  |
|                       |                                                           |                |                                                                                          |  |

Awans do finału: Meblorz Swarzędz

#### Finał
| 2 lipca 2022 18:00 | Victoria Skarszew | 3:0Raport | Meblorz Swarzędz |  |
|                    |                   |           |                  |  |

Zwycięzca baraży: Victoria Skarszew

## Grupa XX (zachodniopomorska)

### Drużyny
| Uczestnicy poprzedniej edycji                                                                                 | Uczestnicy poprzedniej edycji | Uczestnicy poprzedniej edycji | Uczestnicy poprzedniej edycji |
| --- | ----------------------------- | ----------------------------- | ----------------------------- |
| WOL | Vineta Wolin                  | 2                             |                               |
| GOL | Ina Goleniów                  | 3                             |                               |
| LEM | Leśnik Manowo                 | 4                             |                               |
| SZC | MKP Szczecinek                | 5                             |                               |
| HSZ | Hutnik Szczecin               | 6                             |                               |
| KAR | Sokół Karlino                 | 7                             |                               |
| BŁ2 | Błękitni II Stargard          | 8                             |                               |
| DDA | Darłovia Darłowo              | 9                             |                               |
| OWA | Orzeł Wałcz                   | 10                            |                               |
| WPO | Wieża Postomino               | 11                            |                               |
| GOS | Olimp Gościno                 | 12                            |                               |
| BSĄ | Biali Sądów                   | 13                            |                               |
| DYG | Rasel Dygowo                  | 14                            |                               |
| Spadek z III ligi 2020/2021                                                                                   |                               |                               |                               |
| grupa II |                               |                               |                               |
| FLO | Flota Świnoujście             | 15                            |                               |
| GWK | Gwardia Koszalin              | 18                            |                               |
| CHP | Chemik Police                 | 21                            |                               |
| Awans z klasy okręgowej 2020/2021                                                                             |                               |                               |                               |
| grupa zachodniopomorska I                                                                                     |                               |                               |                               |
| JZA | Jeziorak Załom                | 1                             |                               |
| grupa zachodniopomorska II                                                                                    |                               |                               |                               |
| DĄB | Dąb Dębno                     | 1                             |                               |
| grupa zachodniopomorska III                                                                                   |                               |                               |                               |
| ZEW | Zefir Wyszewo                 | 1                             |                               |
| grupa zachodniopomorska IV                                                                                    |                               |                               |                               |
| PPZ | Pogoń Połczyn Zdrój           | 1                             |                               |
| Oznaczenia: - kolumna pierwsza – skróty nazw drużyn, - kolumna trzecia – miejsce zajęte w poprzednim sezonie. |                               |                               |                               |

### Tabela
| Lp. | Drużyna                  | M  | Z  | R  | P  | Bramki | Bramki | Różn. | Pkt | Uwagi                       | Bezpośrednio                |
| --- | ------------------------ | -- | -- | -- | -- | ------ | ------ | ----- | --- | --------------------------- | --------------------------- |
| 1   | Vineta Wolin (M) (A)     | 38 | 32 | 4  | 2  | 115    | 19     | +96   | 100 | Awans do III ligi           |                             |
| 2   | Flota Świnoujście        | 38 | 31 | 5  | 2  | 127    | 23     | +104  | 98  |                             |                             |
| 3   | Gwardia Koszalin         | 38 | 22 | 11 | 5  | 88     | 37     | +51   | 77  |                             |                             |
| 4   | MKP Szczecinek           | 38 | 19 | 7  | 12 | 110    | 81     | +29   | 64  | SZC – DĄB 4:0 DĄB – SZC 4:3 |                             |
| 5   | Dąb Dębno                | 38 | 19 | 7  | 12 | 78     | 72     | +6    | 64  | SZC – DĄB 4:0 DĄB – SZC 4:3 |                             |
| 6   | Biali Sądów              | 38 | 19 | 6  | 13 | 89     | 60     | +29   | 63  |                             |                             |
| 7   | Chemik Police            | 38 | 17 | 10 | 11 | 93     | 82     | +11   | 61  | CHP – WPO 1:1 WPO – CHP 0:3 |                             |
| 8   | Wieża Postomino          | 38 | 17 | 10 | 11 | 69     | 50     | +19   | 61  | CHP – WPO 1:1 WPO – CHP 0:3 |                             |
| 9   | Hutnik Szczecin          | 38 | 16 | 9  | 13 | 75     | 52     | +23   | 57  |                             |                             |
| 10  | Olimp Gościno            | 38 | 15 | 6  | 17 | 66     | 78     | −12   | 51  | GOS – OWA 5:1 OWA – GOS 3:1 |                             |
| 11  | Orzeł Wałcz              | 38 | 14 | 9  | 15 | 63     | 69     | −6    | 51  | GOS – OWA 5:1 OWA – GOS 3:1 |                             |
| 12  | Rasel Dygowo             | 38 | 13 | 8  | 17 | 64     | 85     | −21   | 47  |                             |                             |
| 13  | Błękitni II Stargard (B) | 38 | 13 | 7  | 18 | 80     | 92     | −12   | 46  | Baraże o utrzymanie         | BŁ2 – GOL 4:2 GOL – BŁ2 1:2 |
| 14  | Ina Goleniów (S)         | 38 | 13 | 7  | 18 | 67     | 86     | −19   | 46  | Spadek do klasy okręgowej   | BŁ2 – GOL 4:2 GOL – BŁ2 1:2 |
| 15  | Darłovia Darłowo (S)     | 38 | 12 | 7  | 19 | 51     | 71     | −20   | 43  | Spadek do klasy okręgowej   |                             |
| 16  | Jeziorak Załom (S)       | 23 | 6  | 3  | 14 | 33     | 58     | −25   | 21  | Spadek do klasy okręgowej   |                             |
| 17  | Leśnik Manowo (S)        | 38 | 9  | 8  | 21 | 52     | 83     | −31   | 35  | Spadek do klasy okręgowej   |                             |
| 18  | Pogoń Połczyn Zdrój (S)  | 38 | 7  | 5  | 26 | 43     | 112    | −69   | 26  | Spadek do klasy okręgowej   | PPZ – KAR 1:1 KAR – PPZ 0:2 |
| 19  | Sokół Karlino (S)        | 38 | 6  | 8  | 24 | 40     | 104    | −64   | 26  | Spadek do klasy okręgowej   | PPZ – KAR 1:1 KAR – PPZ 0:2 |
| 20  | Zefir Wyszewo (S)        | 38 | 2  | 11 | 25 | 37     | 109    | −72   | 17  | Spadek do klasy okręgowej   |                             |

### Baraże o utrzymanie
W barażach o utrzymanie brały udział 13. drużyna z IV ligi oraz wicemistrzowie 4 grup zachodniopomorskich klasy okręgowej.

#### I runda
| 19 czerwca 2022 16:00 | Wiekowianka Wiekowo | 2:2 k. 3:0Raport | Zorza Dobrzany |  |
|                       |                     |                  |                |  |

Awans do II rundy: Wiekowianka Wiekowo
| 19 czerwca 2022 16:00 | Rega Trzebiatów | 5:3 (p.d)Raport | Odra Chojna |  |
|                       |                 |                 |             |  |

Awans do II rundy: Rega Trzebiatów

#### II runda
| 26 czerwca 2022 16:00 | Wiekowianka Wiekowo | 0:3Raport | Rega Trzebiatów |  |
|                       |                     |           |                 |  |

Awans do finału: Rega Trzebiatów

#### Finał
| 29 czerwca 2022 18:00 | Rega Trzebiatów | 0:2Raport | Błękitni II Stargard |  |
|                       |                 |           |                      |  |

Zwycięzca baraży: Błękitni II Stargard

## Baraże o III ligę
Baraże o III ligę rozgrywane są w województwach, w których jest więcej niż 1 grupa IV ligi. Będą miało one miejsce zatem w województwach: dolnośląskim, małopolskim, mazowieckim oraz śląskim. Ponadto, ze względu na zdobycie takiej samej ilości punktów i remisowym bilansie meczów bezpośrednich, baraż o III ligę rozegrany został pomiędzy mistrzem i wicemistrzem grupy kujawsko-pomorskiej.

### woj. dolnośląskie
| 8 czerwca 2022 18:00 | Lechia Dzierżoniów | 0:0(0:0)Raport | Chrobry II Głogów |  |
|                      |                    |                |                   |  |

| 11 czerwca 2022 19:00 | Chrobry II Głogów · 19' Miłosz Jóźwiak | 1:0(1:0)Raport | Lechia Dzierżoniów |  |
|                       |                                        |                |                    |  |

Zwycięzca: Chrobry II Głogów

### woj. kujawsko-pomorskie
| 29 czerwca 2022 17:00 | Unia Solec Kujawski | 2:1Raport | Włocłavia Włocławek | w Świeciu |
|                       |                     |           |                     |           |

Zwycięzca: Unia Solec Kujawski

### woj. małopolskie
| 25 czerwca 2022 17:00 | Wieczysta Kraków · 26', 35', 56', 77' Maciej Jankowski | 4:0(2:0)Raport | Bruk-Bet Termalica II Nieciecza |  |
|                       |                                                        |                |                                 |  |

| 28 czerwca 2022 15:00 | Bruk-Bet Termalica II Nieciecza | 0:3(0:1)Raport | Wieczysta Kraków · 12' Maksymilian Hebel · 70' (k) Radosław Majewski · 75' Łukasz Pietras |  |
|                       |                                 |                |                                                                                           |  |

Zwycięzca: Wieczysta Kraków

### woj. mazowieckie
| 22 czerwca 2022 18:00 | MKS Piaseczno · 20' Tymoteusz Barwiński · 42' Michał Suchanek | 2:2(2:1)Raport | Mławianka Mława · 8' Szymon Masiak · 60' Maciej Komorowski |  |
|                       |                                                               |                |                                                            |  |

| 25 czerwca 2022 17:00 | Mławianka Mława · 35', 51' Odilon · 81' (k) Maciej Rogalski | 3:1(1:0)Raport | MKS Piaseczno · 59' Tymoteusz Barwiński |  |
|                       |                                                             |                |                                         |  |

Zwycięzca: Mławianka Mława

### woj. śląskie
| 18 czerwca 2022 17:00 | Raków II Częstochowa · 78' Przemysław Oziębała | 1:0(0:0)Raport | GKS II Tychy |  |
|                       |                                                |                |              |  |

| 21 czerwca 2022 17:00 | GKS II Tychy | 0:3(0:0)Raport | Raków II Częstochowa · 83' Bartosz Chłód · 88', 90' Szymon Zielonka |  |
|                       |              |                |                                                                     |  |

Zwycięzca: Raków II Częstochowa